# WTA Tour 2022
WTA Tour 2022, oficiálně Hologic WTA Tour 2022, představoval 52. ročník nejvyšší úrovně ženského profesionálního tenisu, hraný v roce 2022. Sezóna okruhu trvajícího od 3. ledna do 13. listopadu 2022 zahrnovala padesát pět turnajů, až na výjimky organizované Ženskou tenisovou asociací (WTA). Pokračujicí pandemie koronaviru měla dopad na průběžně aktualizovaný herní plán. Proticovidová opatření vyžadovala zvýšené nároky na pořadatele a účastníky turnajů kvůli omezením v době konání a ovlivnila návštěvnost i obchodní aktivity. Následkem infekce došlo ke zrušení některých událostí a dodatečné zařazení části turnajů s jednoletou licencí. V první lednový týden ročník otevřely australské Adelaide International a Melbourne Summer Set I a II. Zápasem roku bylo vyhlášeno finále ostravského AGEL Open, v němž za bouřlivé kulisy diváků Krejčíková zdolala Świątekovou v dramatické třísetové bitvě.
Okruh zahrnoval čtyři Grand Slamy pořádané Mezinárodní tenisovou federací (ITF), osm turnajů v kategorii WTA 1000, dvanáct v kategorii WTA 500, třicet v kategorii WTA 250 a závěrečný WTA Finals. Součástí sezóny byla týmová soutěž Billie Jean King Cup.
Ženská tenisová asociace uzavřela v březnu 2022 víceletou smlouvu s americkou společností Hologic sídlící v massachusettském Marlborough a zaměřující se na lékařskou diagnostiku a technologie v oblasti ženského zdraví. Hologic se stal prvním titulárním partnerem okruhu WTA Tour od roku 2010, kdy skončil šestiletý kontrakt s firmou Sony Ericsson ve výši 88 milionů dolarů. Jedním z hlavních důvodů uzavření smlouvy se pro Hologic stal silný postoj WTA v kauze Pchengové a zrušení turnajů v Číně. Ženské tenisové asociaci tak kontrakt pomohl v řešení finančního výpadku v rámci asijské túry i ztráty způsobené pandemií covidu-19.
Mužskou obdobu ženského okruhu představoval ATP Tour 2022 a střední úroveň ženského tenisu pak okruh WTA 125 2022.

## Světové jedničky
Na čele singlového žebříčku v úvodu sezóny již více než dva roky figurovala 25letá Australanka Ashleigh Bartyová, která během března 2022 ukončila profesionální kariéru. Z posledních čtyř odehraných turnajů vyhralá tři. Na čele světové klasifikace ji 4. dubna vystřídala 20letá Iga Świąteková jako vůbec první singlová jednička z Polska. Následně celé sezóně dominovala, když vyhrála nejvyšší počet osmi trofejí včetně French Open a US Open. V závěrečném vydání žebříčku měla 11 085 bodů, více než dvojnásobnou hodnotu vůči tuniské světové dvojce Ons Džabúrové s 5 055 body. Pouze Serena Williamsová (57 týdnů), Martina Hingisová (80 týdnů) a Steffi Grafová (186 týdnů) setrvaly ve svém prvním období na čele žebříčku déle. Świąteková figurovala v konečném vydání ze 14. listopadu na vrcholu již 33 týdnů, s jistotou pokračování v roce 2023. Vyšší počet 13 260 bodů získala pouze Serena Williamsová v sezóně 2013. Polka se tak stala patnáctou tenistkou, která rok zakončila na prvním místě.
Jako deblová světová jednička do ročníku vstoupila Češka Kateřina Siniaková a potřetí v kariéře – po letech 2018 a 2021 – se stala i konečnou jedničkou. Naposledy před ní závěrečnou první příčku obhájila Indka Sania Mirzaová v sezóně 2016. Od června do srpna 2022 vévodila klasifikaci Belgičanka Elise Mertensová a další čtyři týdny do září 18letá Američanka Coco Gauffová. Návrat do čela zajistily Siniakové po US Open především grandslamové výkony se spoluhráčkou Krejčíkovou. Na majorech zůstaly neporaženy, když ovládly Australian Open, Wimbledon i US Open. Z Roland Garros se musely odhlásit pro pozitivní covidový test Krejčíkové. Titulem z Flushing Meadows zkompletovaly jako druhý ženský pár po sestrách Williamsových kariérní Zlatý slam a vůbec jako první dvojice v historii dovršily kariérní Super Slam.

## Zrušení čínských turnajů a důsledky ruské invaze na Ukrajině
Prezident Ženské tenisové asociace Steve Simon 1. prosince 2021 oznámil zrušení všech 11 plánovaných turnajů v Číně včetně Hong Kong Open, které byly na programu sezóny. Příčinou se staly obavy o bezpečnost čínské tenistky Pcheng Šuaj po jejím obvinění bývalého vicepremiéra Čang Kao-liho ze sexuálního napadení. Pozastaveno tak bylo i šenčenské pořadatelství Turnaje mistryň s rekordním rozpočtem ve výši 14 milionů dolarů. V předchozích sezónách 2020 a 2021 se přitom kvůli pandemii covidu-19 na čínské půdě odehrál pouze lednový Shenzhen Open 2020. Rozhodnutí WTA podpořila i grandslamová vítězka Petra Kvitová.
V důsledku invaze Ruska na Ukrajinu na konci února 2022, osm let po ruské anexi ukrajinského Krymu, řídící organizace tenisu ATP, WTA a ITF s grandslamy rozhodly o zrušení plánovaných turnajů na území Ruska a vyloučení ruských a běloruských reprezentací ze soutěží včetně Bille Jean King Cupu. Ruští a běloruští tenisté mohli dále na okruzích startovat, ale do odvolání nikoli pod vlajkami Ruska a Běloruska. Tenisté Běloruska byli postihnuti zato, že jejich stát poskytl zázemí k ruskému útoku. Wimbledon se již v dubnu rozhodl k razantnějšímu přístupu. Ruským a běloruským hráčům zakázal start v All England Clubu. Na tento jednostranný akt bez dohody s pořadateli okruhů, reagovaly ATP a WTA nepřidělením žebříčkových bodů z Wimbledonu a jeho finanční penalizací. Naopak zbylé dva grandslamy French Open a US Open, hrané také po začátku ruské invaze, respektovaly přístup společného březnového prohlášení, s neutralizovanou účastí těchto tenistů. Wimbledonská šampionka Jelena Rybakinová přišla v důsledku absence wimbledonských bodů o účast na Turnaji mistryň. Sezónu tak zakončila na 22. příčce, zatímco při účasti na závěčné události by jí podle výkonu v závěru patřilo 3. až 7. místo.

## Chronologický přehled turnajů
Chronologický přehled turnajů uvádí kalendář událostí okruhu WTA Tour 2022 včetně dějiště, počtu hráček, povrchu, kategorie a celkové dotace.
Legenda
Tabulky měsíců uvádí vítězky a finalistky dvouhry i čtyřhry a dále pak semifinalistky a čtvrtfinalistky dvouhry. Zápis –D/–Q/–Č/–X uvádí počet hráček dvouhry/hráček kvalifikace dvouhry/párů čtyřhry/párů mixu, (ZS) – základní skupina.
| Grand Slam             |
| Tour Championships     |
| WTA 1000 Mandatory     |
| WTA 1000 Non-Mandatory |
| WTA 500                |
| WTA 250                |
| Týmové soutěže         |

### Leden
| Týden od            | Turnaj | Vítězky                                                   | Finalistky                                  | Semifinalistky                       | Čtvrtfinalistky                                                                     |
| ------------------- | --- | --------------------------------------------------------- | ------------------------------------------- | ------------------------------------ | ----------------------------------------------------------------------------------- |
| 3. ledna            | Adelaide International I Adelaide, Austrálie WTA 500 703 580 $ – tvrdý – 30D/24Q/16Č dvouhra • čtyřhra          | Ashleigh Bartyová 6–3, 6–2                                | Jelena Rybakinová                           | Iga Świąteková Misaki Doiová         | Sofia Keninová Viktoria Azarenková Shelby Rogersová Kaja Juvanová                   |
| 3. ledna            | Adelaide International I Adelaide, Austrálie WTA 500 703 580 $ – tvrdý – 30D/24Q/16Č dvouhra • čtyřhra          | Ashleigh Bartyová Storm Sandersová 6–1, 6–4               | Darija Jurak Schreiberová Andreja Klepačová | Iga Świąteková Misaki Doiová         | Sofia Keninová Viktoria Azarenková Shelby Rogersová Kaja Juvanová                   |
| 3. ledna            | Melbourne Summer Set I Melbourne, Austrálie WTA 250 239 477 $ – tvrdý – 32D/24Q/16Č dvouhra • čtyřhra           | Simona Halepová 6–2, 6–3                                  | Veronika Kuděrmetovová                      | Naomi Ósakaová Čeng Čchin-wen        | Andrea Petkovicová Anastasija Potapovová Ana Konjuhová Viktorija Golubicová         |
| 3. ledna            | Melbourne Summer Set I Melbourne, Austrálie WTA 250 239 477 $ – tvrdý – 32D/24Q/16Č dvouhra • čtyřhra           | Asia Muhammadová Jessica Pegulaová 6–3, 6–1               | Sara Erraniová Jasmine Paoliniová           | Naomi Ósakaová Čeng Čchin-wen        | Andrea Petkovicová Anastasija Potapovová Ana Konjuhová Viktorija Golubicová         |
| 3. ledna            | Melbourne Summer Set II Melbourne, Austrálie WTA 250 239 477 $ – tvrdý – 32D/24Q/16Č dvouhra • čtyřhra          | Amanda Anisimovová 7–5, 1–6, 6–4                          | Aljaksandra Sasnovičová                     | Darja Kasatkinová Ann Liová          | Irina-Camelia Beguová Nuria Párrizasová Díazová Kamilla Rachimovová Clara Tausonová |
| 3. ledna            | Melbourne Summer Set II Melbourne, Austrálie WTA 250 239 477 $ – tvrdý – 32D/24Q/16Č dvouhra • čtyřhra          | Bernarda Peraová Kateřina Siniaková 6–2, 6–7(7–9), [10–5] | Tereza Martincová Majar Šarífová            | Darja Kasatkinová Ann Liová          | Irina-Camelia Beguová Nuria Párrizasová Díazová Kamilla Rachimovová Clara Tausonová |
| 10. ledna           | Sydney Tennis Classic Sydney, Austrálie WTA 500 703 580 – tvrdý – 30D/24Q/16Č dvouhra • čtyřhra                 | Paula Badosová 6–3, 4–6, 7–6(7–4)                         | Barbora Krejčíková                          | Anett Kontaveitová Darja Kasatkinová | Caroline Garciaová Ons Džabúrová Belinda Bencicová Garbiñe Muguruzaová              |
| 10. ledna           | Sydney Tennis Classic Sydney, Austrálie WTA 500 703 580 – tvrdý – 30D/24Q/16Č dvouhra • čtyřhra                 | Anna Danilinová Beatriz Haddad Maiová 4–6, 7–5, [10–8]    | Vivian Heisenová Panna Udvardyová           | Anett Kontaveitová Darja Kasatkinová | Caroline Garciaová Ons Džabúrová Belinda Bencicová Garbiñe Muguruzaová              |
| 10. ledna           | Adelaide International II Adelaide, Austrálie WTA 250 239 477 $ – tvrdý – 32D/24Q/16Č dvouhra • čtyřhra         | Madison Keysová 6–1, 6–2                                  | Alison Riskeová                             | Tamara Zidanšeková Coco Gauffová     | Madison Brengleová Lauren Davisová Ana Konjuhová Ljudmila Samsonovová               |
| 10. ledna           | Adelaide International II Adelaide, Austrálie WTA 250 239 477 $ – tvrdý – 32D/24Q/16Č dvouhra • čtyřhra         | Eri Hozumiová Makoto Ninomijová 1–6, 7–6(7–4), [10–7]     | Tereza Martincová Markéta Vondroušová       | Tamara Zidanšeková Coco Gauffová     | Madison Brengleová Lauren Davisová Ana Konjuhová Ljudmila Samsonovová               |
| 17. ledna 24. ledna | Australian Open Melbourne, Austrálie Grand Slam 33 784 200 A$ – tvrdý 128D/128Q/64Č/32X dvouhra • čtyřhra • mix | Ashleigh Bartyová 6–3, 7–6(7–2)                           | Danielle Collinsová                         | Madison Keysová Iga Świąteková       | Jessica Pegulaová Barbora Krejčíková Alizé Cornetová Kaia Kanepiová                 |
| 17. ledna 24. ledna | Australian Open Melbourne, Austrálie Grand Slam 33 784 200 A$ – tvrdý 128D/128Q/64Č/32X dvouhra • čtyřhra • mix | Barbora Krejčíková Kateřina Siniaková 6–7(3–7), 6–4, 6–4  | Anna Danilinová Beatriz Haddad Maiová       | Madison Keysová Iga Świąteková       | Jessica Pegulaová Barbora Krejčíková Alizé Cornetová Kaia Kanepiová                 |
| 17. ledna 24. ledna | Australian Open Melbourne, Austrálie Grand Slam 33 784 200 A$ – tvrdý 128D/128Q/64Č/32X dvouhra • čtyřhra • mix | Kristina Mladenovicová Ivan Dodig 6–3, 6–4                | Jaimee Fourlisová Jason Kubler              | Madison Keysová Iga Świąteková       | Jessica Pegulaová Barbora Krejčíková Alizé Cornetová Kaia Kanepiová                 |

### Únor
| Týden od  | Turnaj | Vítězky                                                     | Finalistky                              | Semifinalistky                                  | Čtvrtfinalistky                                                                     |
| --------- | --- | ----------------------------------------------------------- | --------------------------------------- | ----------------------------------------------- | ----------------------------------------------------------------------------------- |
| 7. února  | St. Petersburg Ladies Trophy Petrohrad, Rusko WTA 500 703 580 $ – tvrdý (h) – 32D/32Q/16Č dvouhra • čtyřhra         | Anett Kontaveitová 5–7, 7–6(7–4), 7–5                       | Maria Sakkariová                        | Irina-Camelia Beguová Jeļena Ostapenková        | Elise Mertensová Tereza Martincová Aljaksandra Sasnovičová Belinda Bencicová        |
| 7. února  | St. Petersburg Ladies Trophy Petrohrad, Rusko WTA 500 703 580 $ – tvrdý (h) – 32D/32Q/16Č dvouhra • čtyřhra         | Anna Kalinská Caty McNallyová 6–3, 6–7(5–7), [10–4]         | Alicja Rosolská Erin Routliffeová       | Irina-Camelia Beguová Jeļena Ostapenková        | Elise Mertensová Tereza Martincová Aljaksandra Sasnovičová Belinda Bencicová        |
| 14. února | Dubai Tennis Championships Dubaj, Spojené arabské emiráty WTA 500 703 580 $ – tvrdý – 32D/32Q/16Č dvouhra • čtyřhra | Jeļena Ostapenková 6–0, 6–4                                 | Veronika Kuděrmetovová                  | Simona Halepová Markéta Vondroušová             | Petra Kvitová Ons Džabúrová Jil Teichmannová Dajana Jastremská                      |
| 14. února | Dubai Tennis Championships Dubaj, Spojené arabské emiráty WTA 500 703 580 $ – tvrdý – 32D/32Q/16Č dvouhra • čtyřhra | Veronika Kuděrmetovová Elise Mertensová 6–1, 6–3            | Ljudmyla Kičenoková Jeļena Ostapenková  | Simona Halepová Markéta Vondroušová             | Petra Kvitová Ons Džabúrová Jil Teichmannová Dajana Jastremská                      |
| 21. února | Qatar TotalEnergies Open Dauhá, Katar WTA 1000 Non-Mandatory 2 331 698 $ – tvrdý – 56D/32Q/28Č dvouhra • čtyřhra    | Iga Świąteková 6–2, 6–0                                     | Anett Kontaveitová                      | Maria Sakkariová Jeļena Ostapenková             | Aryna Sabalenková Coco Gauffová Ons Džabúrová Garbiñe Muguruzaová                   |
| 21. února | Qatar TotalEnergies Open Dauhá, Katar WTA 1000 Non-Mandatory 2 331 698 $ – tvrdý – 56D/32Q/28Č dvouhra • čtyřhra    | Coco Gauffová Jessica Pegulaová 3–6, 7–5, [10–5]            | Veronika Kuděrmetovová Elise Mertensová | Maria Sakkariová Jeļena Ostapenková             | Aryna Sabalenková Coco Gauffová Ons Džabúrová Garbiñe Muguruzaová                   |
| 21. února | Abierto Akron Zapopan Guadalajara, Mexiko WTA 250 239 477 $ – tvrdý – 32D/24Q/16Č dvouhra • čtyřhra                 | Sloane Stephensová 7–5, 1–6, 6–2                            | Marie Bouzková                          | Anna Kalinská Wang Čchiang                      | Darja Savilleová Camila Osoriová Sara Sorribesová Tormová Anna Karolína Schmiedlová |
| 21. února | Abierto Akron Zapopan Guadalajara, Mexiko WTA 250 239 477 $ – tvrdý – 32D/24Q/16Č dvouhra • čtyřhra                 | Kaitlyn Christianová Lidzija Marozavová 7–5, 6–3            | Wang Sin-jü Ču Lin                      | Anna Kalinská Wang Čchiang                      | Darja Savilleová Camila Osoriová Sara Sorribesová Tormová Anna Karolína Schmiedlová |
| 28. února | Lyon Open Lyon, Francie WTA 250 239 477 $ – tvrdý (h) – 32D/24Q/16Č dvouhra • čtyřhra                               | Čang Šuaj 3–6, 6–3, 6–4                                     | Dajana Jastremská                       | Caroline Garciaová Sorana Cîrsteaová            | Alison Van Uytvancková Vitalija Ďjačenková Jasmine Paoliniová Anna Bondárová        |
| 28. února | Lyon Open Lyon, Francie WTA 250 239 477 $ – tvrdý (h) – 32D/24Q/16Č dvouhra • čtyřhra                               | Laura Siegemundová Věra Zvonarevová 7–5, 6–1                | Alicia Barnettová Olivia Nichollsová    | Caroline Garciaová Sorana Cîrsteaová            | Alison Van Uytvancková Vitalija Ďjačenková Jasmine Paoliniová Anna Bondárová        |
| 28. února | Monterrey Open Monterrey, Mexiko WTA 250 239 477 $ – tvrdý – 32D/24Q/16Č dvouhra • čtyřhra                          | Leylah Fernandezová 6–7(5–7), 6–4, 7–6(7–3)                 | Camila Osoriová                         | Nuria Párrizasová Díazová Beatriz Haddad Maiová | Elina Svitolinová Sara Sorribesová Tormová Marie Bouzková Wang Čchiang              |
| 28. února | Monterrey Open Monterrey, Mexiko WTA 250 239 477 $ – tvrdý – 32D/24Q/16Č dvouhra • čtyřhra                          | Catherine Harrisonová Sabrina Santamariová 1–6, 7–5, [10–6] | Chan Sin-jün Jana Sizikovová            | Nuria Párrizasová Díazová Beatriz Haddad Maiová | Elina Svitolinová Sara Sorribesová Tormová Marie Bouzková Wang Čchiang              |

### Březen
| Týden od              | Turnaj | Vítězky                                           | Finalistky                              | Semifinalistky                      | Čtvrtfinalistky                                                          |
| --------------------- | --- | ------------------------------------------------- | --------------------------------------- | ----------------------------------- | ------------------------------------------------------------------------ |
| 7. března 14. března  | BNP Paribas Open Indian Wells, Spojené státy WTA 1000 Mandatory 8 369 455 $ – tvrdý – 96D/48Q/32Č dvouhra • čtyřhra | Iga Świąteková 6–4, 6–1                           | Maria Sakkariová                        | Simona Halepová Paula Badosová      | Petra Martićová Madison Keysová Veronika Kuděrmetovová Jelena Rybakinová |
| 7. března 14. března  | BNP Paribas Open Indian Wells, Spojené státy WTA 1000 Mandatory 8 369 455 $ – tvrdý – 96D/48Q/32Č dvouhra • čtyřhra | Sü I-fan Jang Čao-süan 7–5, 7–6(7–4)              | Asia Muhammadová Ena Šibaharaová        | Simona Halepová Paula Badosová      | Petra Martićová Madison Keysová Veronika Kuděrmetovová Jelena Rybakinová |
| 21. března 28. března | Miami Open Miami Gardens, Spojené státy WTA 1000 Mandatory 8 369 455 $ – tvrdý – 96D/48Q/32Č dvouhra • čtyřhra      | Iga Świąteková 6–4, 6–0                           | Naomi Ósakaová                          | Belinda Bencicová Jessica Pegulaová | Darja Savilleová Danielle Collinsová Paula Badosová Petra Kvitová        |
| 21. března 28. března | Miami Open Miami Gardens, Spojené státy WTA 1000 Mandatory 8 369 455 $ – tvrdý – 96D/48Q/32Č dvouhra • čtyřhra      | Laura Siegemundová Věra Zvonarevová 7–6(7–3), 7–5 | Veronika Kuděrmetovová Elise Mertensová | Belinda Bencicová Jessica Pegulaová | Darja Savilleová Danielle Collinsová Paula Badosová Petra Kvitová        |

### Duben
| Týden od            | Turnaj | Vítězky | Finalistky                                                                              | Semifinalistky                              | Čtvrtfinalistky                                                                 |
| ------------------- | --- | --- | --------------------------------------------------------------------------------------- | ------------------------------------------- | ------------------------------------------------------------------------------- |
| 4. dubna            | Credit One Charleston Open Charleston, Spojené státy WTA 500 899 500 $ – antuka (zelená) 56D/32Q/16Č dvouhra • čtyřhra | Belinda Bencicová 6–1, 5–7, 6–4                                                                                            | Ons Džabúrová                                                                           | Amanda Anisimovová Jekatěrina Alexandrovová | Coco Vandewegheová Anhelina Kalininová Magda Linetteová Paula Badosová          |
| 4. dubna            | Credit One Charleston Open Charleston, Spojené státy WTA 500 899 500 $ – antuka (zelená) 56D/32Q/16Č dvouhra • čtyřhra | Andreja Klepačová Magda Linetteová 6–2, 4–6, [10–7]                                                                        | Lucie Hradecká Sania Mirzaová                                                           | Amanda Anisimovová Jekatěrina Alexandrovová | Coco Vandewegheová Anhelina Kalininová Magda Linetteová Paula Badosová          |
| 4. dubna            | Copa Colsanitas Bogotá, Kolumbie WTA 250 239 477 $ – antuka – 32D/24Q/16Č dvouhra • čtyřhra | Tatjana Mariová 6–3, 4–6, 6–2                                                                                              | Laura Pigossiová                                                                        | Camila Osoriová Kamilla Rachimovová         | Elina Avanesjanová Dajana Jastremská Mirjam Björklundová Irina Baraová          |
| 4. dubna            | Copa Colsanitas Bogotá, Kolumbie WTA 250 239 477 $ – antuka – 32D/24Q/16Č dvouhra • čtyřhra | Astra Sharmaová Aldila Sutjiadiová 4–6, 6–4, [11–9]                                                                        | Emina Bektasová Tara Mooreová                                                           | Camila Osoriová Kamilla Rachimovová         | Elina Avanesjanová Dajana Jastremská Mirjam Björklundová Irina Baraová          |
| 11. dubna           | Billie Jean King Cup, kvalifikační kolo Alghero, Itálie – tvrdý Asheville, Spojené státy – tvrdý (h) Praha, Česko – antuka Antalya, Turecko Nur-Sultan, Kazachstan – antuka (h) Vancouver, Kanada – tvrdý (h) 's-Hertogenbosch, Nizozemí – antuka (h) Radom, Polsko – tvrdý (h) | Vítězové Itálie, 3–1 Spojené státy, 3–2 Česko, 3–2 Belgie, bez boje Kazachstán, 3–1 Kanada, 4–0 Španělsko, 4–0 Polsko, 4–0 | Poražení Francie Ukrajina Velká Británie Bělorusko Německo Lotyšsko Nizozemsko Rumunsko |                                             |                                                                                 |
| 18. dubna           | Porsche Tennis Grand Prix Stuttgart, Německo WTA 500 757 900 $ – antuka (h) – 28D/16Q/16Č dvouhra • čtyřhra | Iga Świąteková 6–2, 6–2 | Aryna Sabalenková                                                                       | Ljudmila Samsonovová Paula Badosová         | Emma Raducanuová Laura Siegemundová Anett Kontaveitová Ons Džabúrová            |
| 18. dubna           | Porsche Tennis Grand Prix Stuttgart, Německo WTA 500 757 900 $ – antuka (h) – 28D/16Q/16Č dvouhra • čtyřhra | Desirae Krawczyková Demi Schuursová 6–3, 6–4                                                                               | Coco Gauffová Čang Šuaj                                                                 | Ljudmila Samsonovová Paula Badosová         | Emma Raducanuová Laura Siegemundová Anett Kontaveitová Ons Džabúrová            |
| 18. dubna           | Istanbul Cup Istanbul, Turecko WTA 250 239 477 $ – antuka – 32D/24Q/16Č dvouhra • čtyřhra | Anastasija Potapovová 6–3, 6–1                                                                                             | Veronika Kuděrmetovová                                                                  | Julia Putincevová Sorana Cîrsteaová         | Ajla Tomljanovićová Sara Sorribesová Tormová Anna Bondárová Julia Grabherová    |
| 18. dubna           | Istanbul Cup Istanbul, Turecko WTA 250 239 477 $ – antuka – 32D/24Q/16Č dvouhra • čtyřhra | Marie Bouzková Sara Sorribesová Tormová 6–3, 6–4                                                                           | Natela Dzalamidzeová Kamilla Rachimovová                                                | Julia Putincevová Sorana Cîrsteaová         | Ajla Tomljanovićová Sara Sorribesová Tormová Anna Bondárová Julia Grabherová    |
| 25. dubna 2. května | Mutua Madrid Open Madrid, Španělsko WTA 1000 Mandatory 6 575 560 $ – antuka – 64D/48Q/30Č dvouhra • čtyřhra | Ons Džabúrová 7–5, 0–6, 6–2                                                                                                | Jessica Pegulaová                                                                       | Jil Teichmannová Jekatěrina Alexandrovová   | Anhelina Kalininová Sara Sorribesová Tormová Amanda Anisimovová Simona Halepová |
| 25. dubna 2. května | Mutua Madrid Open Madrid, Španělsko WTA 1000 Mandatory 6 575 560 $ – antuka – 64D/48Q/30Č dvouhra • čtyřhra | Gabriela Dabrowská Giuliana Olmosová 7–6(7–1), 5–7, [10–7]                                                                 | Desirae Krawczyková Demi Schuursová                                                     | Jil Teichmannová Jekatěrina Alexandrovová   | Anhelina Kalininová Sara Sorribesová Tormová Amanda Anisimovová Simona Halepová |

### Květen
| Týden od              | Turnaj | Vítězky                                                            | Finalistky                             | Semifinalistky                        | Čtvrtfinalistky                                                                 |
| --------------------- | --- | ------------------------------------------------------------------ | -------------------------------------- | ------------------------------------- | ------------------------------------------------------------------------------- |
| 9. května             | Internazionali BNL d'Italia Řím, Itálie WTA 1000 Non-Mandatory 2 527 250 $ – antuka – 56D/32Q/28Č dvouhra • čtyřhra | Iga Świąteková 6–2, 6–2                                            | Ons Džabúrová                          | Aryna Sabalenková Darja Kasatkinová   | Bianca Andreescuová Amanda Anisimovová Maria Sakkariová Jil Teichmannová        |
| 9. května             | Internazionali BNL d'Italia Řím, Itálie WTA 1000 Non-Mandatory 2 527 250 $ – antuka – 56D/32Q/28Č dvouhra • čtyřhra | Veronika Kuděrmetovová Anastasija Pavljučenkovová 1–6, 6–4, [10–7] | Gabriela Dabrowská Giuliana Olmosová   | Aryna Sabalenková Darja Kasatkinová   | Bianca Andreescuová Amanda Anisimovová Maria Sakkariová Jil Teichmannová        |
| 16. května            | Grand Prix SAR La Princesse Lalla Meryem Rabat, Maroko WTA 250 251 750 $ – antuka – 32D/24Q/16Č dvouhra • čtyřhra   | Martina Trevisanová 6–2, 6–1                                       | Claire Liuová                          | Lucia Bronzettiová Anna Bondárová     | Arantxa Rusová Nuria Párrizasová Díazová Astra Sharmaová Ajla Tomljanovićová    |
| 16. května            | Grand Prix SAR La Princesse Lalla Meryem Rabat, Maroko WTA 250 251 750 $ – antuka – 32D/24Q/16Č dvouhra • čtyřhra   | Eri Hozumiová Makoto Ninomijová 6–7(7–9), 6–3, [10–8]              | Monica Niculescuová Alexandra Panovová | Lucia Bronzettiová Anna Bondárová     | Arantxa Rusová Nuria Párrizasová Díazová Astra Sharmaová Ajla Tomljanovićová    |
| 16. května            | Internationaux de Strasbourg Štrasburk, Francie WTA 250 251 750 $ – antuka – 32D/24Q/16Č dvouhra • čtyřhra          | Angelique Kerberová 7–6(7–5), 6–7(0–7), 7–6(7–5)                   | Kaja Juvanová                          | Karolína Plíšková Océane Dodinová     | Maryna Zanevská Elise Mertensová Viktorija Golubicová Magda Linetteová          |
| 16. května            | Internationaux de Strasbourg Štrasburk, Francie WTA 250 251 750 $ – antuka – 32D/24Q/16Č dvouhra • čtyřhra          | Nicole Melicharová-Martinezová Darja Savilleová 5–7, 7–5, [10–6]   | Lucie Hradecká Sania Mirzaová          | Karolína Plíšková Océane Dodinová     | Maryna Zanevská Elise Mertensová Viktorija Golubicová Magda Linetteová          |
| 23. května 30. května | French Open Paříž, Francie Grand Slam 21 256 800 € – antuka 128D/128Q/64Č/32X dvouhra • čtyřhra • čtyřhra           | Iga Świąteková 6–1, 6–3                                            | Coco Gauffová                          | Darja Kasatkinová Martina Trevisanová | Jessica Pegulaová Veronika Kuděrmetovová Leylah Fernandezová Sloane Stephensová |
| 23. května 30. května | French Open Paříž, Francie Grand Slam 21 256 800 € – antuka 128D/128Q/64Č/32X dvouhra • čtyřhra • čtyřhra           | Caroline Garciaová Kristina Mladenovicová 2–6, 6–3, 6–2            | Coco Gauffová Jessica Pegulaová        | Darja Kasatkinová Martina Trevisanová | Jessica Pegulaová Veronika Kuděrmetovová Leylah Fernandezová Sloane Stephensová |
| 23. května 30. května | French Open Paříž, Francie Grand Slam 21 256 800 € – antuka 128D/128Q/64Č/32X dvouhra • čtyřhra • čtyřhra           | Ena Šibaharaová Wesley Koolhof 7–6(7–5), 6–2                       | Ulrikke Eikeriová Joran Vliegen        | Darja Kasatkinová Martina Trevisanová | Jessica Pegulaová Veronika Kuděrmetovová Leylah Fernandezová Sloane Stephensová |

### Červen
| Týden od               | Turnaj | Vítězky                                               | Finalistky                               | Semifinalistky                          | Čtvrtfinalistky                                                                    |
| ---------------------- | --- | ----------------------------------------------------- | ---------------------------------------- | --------------------------------------- | ---------------------------------------------------------------------------------- |
| 6. června              | Libéma Open 's-Hertogenbosch, Nizozemsko WTA 250 251 750 $ – tráva – 32D/24Q/16Č dvouhra • čtyřhra                    | Jekatěrina Alexandrovová 7–5, 6–0                     | Aryna Sabalenková                        | Shelby Rogersová Veronika Kuděrmetovová | Alison Van Uytvancková Kirsten Flipkensová Caty McNallyová Belinda Bencicová       |
| 6. června              | Libéma Open 's-Hertogenbosch, Nizozemsko WTA 250 251 750 $ – tráva – 32D/24Q/16Č dvouhra • čtyřhra                    | Ellen Perezová Tamara Zidanšeková 6–3, 5–7, [12–10]   | Veronika Kuděrmetovová Elise Mertensová  | Shelby Rogersová Veronika Kuděrmetovová | Alison Van Uytvancková Kirsten Flipkensová Caty McNallyová Belinda Bencicová       |
| 6. června              | Rothesay Open Nottingham Nottingham, Velká Británie WTA 250 251 750 $ – tráva – 32D/16Q/16Č dvouhra • čtyřhra         | Beatriz Haddad Maiová 6–4, 1–6, 6–3                   | Alison Riskeová                          | Tereza Martincová Viktorija Golubicová  | Maria Sakkariová Čang Šuaj Harriet Dartová Ajla Tomljanovićová                     |
| 6. června              | Rothesay Open Nottingham Nottingham, Velká Británie WTA 250 251 750 $ – tráva – 32D/16Q/16Č dvouhra • čtyřhra         | Beatriz Haddad Maiová Čang Šuaj 7–6(7–2), 6–3         | Caroline Dolehideová Monica Niculescuová | Tereza Martincová Viktorija Golubicová  | Maria Sakkariová Čang Šuaj Harriet Dartová Ajla Tomljanovićová                     |
| 13. června             | bett1open Berlín, Německo WTA 500 757 900 $ – tráva – 28D/24Q/16Č dvouhra • čtyřhra                                   | Ons Džabúrová 6–3, 2–1skreč                           | Belinda Bencicová                        | Coco Gauffová Maria Sakkariová          | Aljaksandra Sasnovičová Karolína Plíšková Veronika Kuděrmetovová Darja Kasatkinová |
| 13. června             | bett1open Berlín, Německo WTA 500 757 900 $ – tráva – 28D/24Q/16Č dvouhra • čtyřhra                                   | Storm Sandersová Kateřina Siniaková 6–4, 6–3          | Alizé Cornetová Jil Teichmannová         | Coco Gauffová Maria Sakkariová          | Aljaksandra Sasnovičová Karolína Plíšková Veronika Kuděrmetovová Darja Kasatkinová |
| 13. června             | Rothesay Classic Birmingham Birmingham, Velká Británie WTA 250 251 750 $ – tráva – 32D/24Q/16Č dvouhra • čtyřhra      | Beatriz Haddad Maiová 5–4skreč                        | Čang Šuaj                                | Sorana Cîrsteaová Simona Halepová       | Dajana Jastremská Donna Vekićová Camila Giorgiová Katie Boulterová                 |
| 13. června             | Rothesay Classic Birmingham Birmingham, Velká Británie WTA 250 251 750 $ – tráva – 32D/24Q/16Č dvouhra • čtyřhra      | Ljudmyla Kičenoková Jeļena Ostapenková bez boje       | Elise Mertensová Čang Šuaj               | Sorana Cîrsteaová Simona Halepová       | Dajana Jastremská Donna Vekićová Camila Giorgiová Katie Boulterová                 |
| 20. června             | Rothesay International Eastbourn Eastbourne, Velká Británie WTA 500 757 900 $ – tráva – 32D/24Q/16Č dvouhra • čtyřhra | Petra Kvitová 6–3, 6–2                                | Jeļena Ostapenková                       | Beatriz Haddad Maiová Camila Giorgiová  | Lesja Curenková Harriet Dartová Anhelina Kalininová Viktorija Tomovová             |
| 20. června             | Rothesay International Eastbourn Eastbourne, Velká Británie WTA 500 757 900 $ – tráva – 32D/24Q/16Č dvouhra • čtyřhra | Aleksandra Krunićová Magda Linetteová bez boje        | Ljudmyla Kičenoková Jeļena Ostapenková   | Beatriz Haddad Maiová Camila Giorgiová  | Lesja Curenková Harriet Dartová Anhelina Kalininová Viktorija Tomovová             |
| 20. června             | Bad Homburg Open Bad Homburg, Německo WTA 250 251 750 $ – tráva – 32D/8Q/16Č dvouhra • čtyřhra                        | Caroline Garciaová 6–7(5–7), 6–4, 6–4                 | Bianca Andreescuová                      | Simona Halepová Alizé Cornetová         | Darja Kasatkinová Amanda Anisimovová Angelique Kerberová Sabine Lisická            |
| 20. června             | Bad Homburg Open Bad Homburg, Německo WTA 250 251 750 $ – tráva – 32D/8Q/16Č dvouhra • čtyřhra                        | Eri Hozumiová Makoto Ninomijová 6–4, 6–7(5–7), [10–5] | Alicja Rosolská Erin Routliffeová        | Simona Halepová Alizé Cornetová         | Darja Kasatkinová Amanda Anisimovová Angelique Kerberová Sabine Lisická            |
| 27. června 4. července | Wimbledon Londýn, Velká Británie Grand Slam 35 016 000 £ – tráva 128D/128Q/64D/48X dvouhra • čtyřhra • mix            | Jelena Rybakinová 3–6, 6–2, 6–2                       | Ons Džabúrová                            | Simona Halepová Tatjana Mariová         | Ajla Tomljanovićová Amanda Anisimovová Marie Bouzková Jule Niemeierová             |
| 27. června 4. července | Wimbledon Londýn, Velká Británie Grand Slam 35 016 000 £ – tráva 128D/128Q/64D/48X dvouhra • čtyřhra • mix            | Barbora Krejčíková Kateřina Siniaková 6–2, 6–4        | Elise Mertensová Čang Šuaj               | Simona Halepová Tatjana Mariová         | Ajla Tomljanovićová Amanda Anisimovová Marie Bouzková Jule Niemeierová             |
| 27. června 4. července | Wimbledon Londýn, Velká Británie Grand Slam 35 016 000 £ – tráva 128D/128Q/64D/48X dvouhra • čtyřhra • mix            | Neal Skupski Desirae Krawczyková 6–4, 6–3             | Matthew Ebden Samantha Stosurová         | Simona Halepová Tatjana Mariová         | Ajla Tomljanovićová Amanda Anisimovová Marie Bouzková Jule Niemeierová             |

### Červenec
| Týden od     | Turnaj                                                                                              | Vítězky                                                     | Finalistky                                 | Semifinalistky                              | Čtvrtfinalistky                                                                  |
| ------------ | --------------------------------------------------------------------------------------------------- | ----------------------------------------------------------- | ------------------------------------------ | ------------------------------------------- | -------------------------------------------------------------------------------- |
| 11. července | Ladies Open Lausanne Lausanne, Švýcarsko WTA 250 251 750 $ – antuka – 32D/24Q/16Č dvouhra • čtyřhra | Petra Martićová 6–4, 6–2                                    | Olga Danilovićová                          | Anastasija Potapovová Caroline Garciaová    | Simona Waltertová Jule Niemeierová Sara Sorribesová Tormová Belinda Bencicová    |
| 11. července | Ladies Open Lausanne Lausanne, Švýcarsko WTA 250 251 750 $ – antuka – 32D/24Q/16Č dvouhra • čtyřhra | Olga Danilovićová Kristina Mladenovicová bez boje           | Ulrikke Eikeriová Tamara Zidanšeková       | Anastasija Potapovová Caroline Garciaová    | Simona Waltertová Jule Niemeierová Sara Sorribesová Tormová Belinda Bencicová    |
| 11. července | Hungarian Grand Prix Budapešť, Maďarsko WTA 250 251 750 $ – antuka – 32D/24Q/16Č dvouhra • čtyřhra  | Bernarda Peraová 6–3, 6–3                                   | Aleksandra Krunićová                       | Julia Putincevová Anna Bondárová            | Wang Si-jü Lesja Curenková Elisabetta Cocciarettová Martina Trevisanová          |
| 11. července | Hungarian Grand Prix Budapešť, Maďarsko WTA 250 251 750 $ – antuka – 32D/24Q/16Č dvouhra • čtyřhra  | Jekatěrine Gorgodzeová Oxana Kalašnikovová 1–6, 6–4, [10–6] | Katarzyna Piterová Kimberley Zimmermannová | Julia Putincevová Anna Bondárová            | Wang Si-jü Lesja Curenková Elisabetta Cocciarettová Martina Trevisanová          |
| 18. července | Hamburg European Open Hamburk, Německo WTA 250 251 750 $ – antuka – 32D/24Q/16Č dvouhra • čtyřhra   | Bernarda Peraová 6–2, 6–4                                   | Anett Kontaveitová                         | Anastasija Potapovová Maryna Zanevská       | Andrea Petkovicová Barbora Krejčíková Aljaksandra Sasnovičová Kateřina Siniaková |
| 18. července | Hamburg European Open Hamburk, Německo WTA 250 251 750 $ – antuka – 32D/24Q/16Č dvouhra • čtyřhra   | Sophie Changová Angela Kulikovová 6–3, 4–6, [10–6]          | Miju Katová Aldila Sutjiadiová             | Anastasija Potapovová Maryna Zanevská       | Andrea Petkovicová Barbora Krejčíková Aljaksandra Sasnovičová Kateřina Siniaková |
| 18. července | Palermo Ladies Open Palermo, Itálie WTA 250 251 750 $ – antuka – 32D/24Q/16Č dvouhra • čtyřhra      | Irina-Camelia Beguová 6–2, 6–2                              | Lucia Bronzettiová                         | Jasmine Paoliniová Sara Sorribesová Tormová | Caroline Garciaová Nuria Párrizas Díazová Anna Bondárová Diane Parryová          |
| 18. července | Palermo Ladies Open Palermo, Itálie WTA 250 251 750 $ – antuka – 32D/24Q/16Č dvouhra • čtyřhra      | Anna Bondárová Kimberley Zimmermannová 6–3, 6–2             | Amina Anšbová Panna Udvardyová             | Jasmine Paoliniová Sara Sorribesová Tormová | Caroline Garciaová Nuria Párrizas Díazová Anna Bondárová Diane Parryová          |
| 25. července | BNP Paribas Poland Open Varšava, Polsko WTA 250 251 750 $ – antuka – 32D/24Q/16Č dvouhra • čtyřhra  | Caroline Garciaová 6–4, 6–1                                 | Ana Bogdanová                              | Jasmine Paoliniová Kateryna Baindlová       | Iga Świąteková Viktorija Golubicová Petra Martićová Laura Pigossiová             |
| 25. července | BNP Paribas Poland Open Varšava, Polsko WTA 250 251 750 $ – antuka – 32D/24Q/16Č dvouhra • čtyřhra  | Anna Danilinová Anna-Lena Friedsamová 6–4, 5–7, [10–5]      | Katarzyna Kawaová Alicja Rosolská          | Jasmine Paoliniová Kateryna Baindlová       | Iga Świąteková Viktorija Golubicová Petra Martićová Laura Pigossiová             |
| 25. července | Livesport Prague Open Praha, Česko WTA 250 251 750 $ – tvrdý – 32D/24Q/16Č dvouhra • čtyřhra        | Marie Bouzková 6–0, 6–3                                     | Anastasija Potapovová                      | Wang Čchiang Linda Nosková                  | Anett Kontaveitová Magda Linetteová Oxana Selechmetěvová Nao Hibinová            |
| 25. července | Livesport Prague Open Praha, Česko WTA 250 251 750 $ – tvrdý – 32D/24Q/16Č dvouhra • čtyřhra        | Anastasija Potapovová Jana Sizikovová 6–3, 6–4              | Angelina Gabujevová Anastasija Zacharovová | Wang Čchiang Linda Nosková                  | Anett Kontaveitová Magda Linetteová Oxana Selechmetěvová Nao Hibinová            |

### Srpen
| Týden od          | Turnaj | Vítězky                                                | Finalistky                                    | Semifinalistky                        | Čtvrtfinalistky                                                       |
| ----------------- | --- | ------------------------------------------------------ | --------------------------------------------- | ------------------------------------- | --------------------------------------------------------------------- |
| 1. srpna          | Silicon Valley Classic San José, Spojené státy WTA 500 757 900 $ – tvrdý – 28D/24Q/16Č dvouhra • čtyřhra                | Darja Kasatkinová 6–7(2–7), 6–1, 6–2                   | Shelby Rogersová                              | Veronika Kuděrmetovová Paula Badosová | Amanda Anisimovová Ons Džabúrová Aryna Sabalenková Coco Gauffová      |
| 1. srpna          | Silicon Valley Classic San José, Spojené státy WTA 500 757 900 $ – tvrdý – 28D/24Q/16Č dvouhra • čtyřhra                | Sü I-fan Jang Čao-süan 7–5, 6–0                        | Šúko Aojamová Čan Chao-čching                 | Veronika Kuděrmetovová Paula Badosová | Amanda Anisimovová Ons Džabúrová Aryna Sabalenková Coco Gauffová      |
| 1. srpna          | Citi Open Washington, D.C., Spojené státy WTA 250 251 750 $ – tvrdý – 32D/16Q/16Č dvouhra • čtyřhra                     | Ljudmila Samsonovová 4–6, 6–3, 6–3                     | Kaia Kanepiová                                | Darja Savilleová Wang Si-jü           | Rebecca Marinová Anna Kalinská Viktoria Azarenková Emma Raducanuová   |
| 1. srpna          | Citi Open Washington, D.C., Spojené státy WTA 250 251 750 $ – tvrdý – 32D/16Q/16Č dvouhra • čtyřhra                     | Jessica Pegulaová Erin Routliffeová 6–3, 5–7, [12–10]  | Anna Kalinská Caty McNallyová                 | Darja Savilleová Wang Si-jü           | Rebecca Marinová Anna Kalinská Viktoria Azarenková Emma Raducanuová   |
| 8. srpna          | National Bank Open Toronto, Kanada WTA 1000 Non-Mandatory 2 697 250 $ – tvrdý – 56D/32Q/28Č dvouhra • čtyřhra           | Simona Halepová 6–3, 2–6, 6–3                          | Beatriz Haddad Maiová                         | Karolína Plíšková Jessica Pegulaová   | Belinda Bencicová Čeng Čchin-wen Julia Putincevová Coco Gauffová      |
| 8. srpna          | National Bank Open Toronto, Kanada WTA 1000 Non-Mandatory 2 697 250 $ – tvrdý – 56D/32Q/28Č dvouhra • čtyřhra           | Coco Gauffová Jessica Pegulaová 6–4, 6–7(5–7), [10–5]  | Nicole Melicharová-Martinezová Ellen Perezová | Karolína Plíšková Jessica Pegulaová   | Belinda Bencicová Čeng Čchin-wen Julia Putincevová Coco Gauffová      |
| 15. srpna         | Western & Southern Open Mason, Spojené státy WTA 1000 Non-Mandatory 2 527 250 $ – tvrdý – 56D/32Q/28Č dvouhra • čtyřhra | Caroline Garciaová 6–2, 6–4                            | Petra Kvitová                                 | Madison Keysová Aryna Sabalenková     | Jelena Rybakinová Ajla Tomljanovićová Jessica Pegulaová Čang Šuaj     |
| 15. srpna         | Western & Southern Open Mason, Spojené státy WTA 1000 Non-Mandatory 2 527 250 $ – tvrdý – 56D/32Q/28Č dvouhra • čtyřhra | Ljudmyla Kičenoková Jeļena Ostapenková 7–6(7–5), 6–3   | Nicole Melicharová-Martinezová Ellen Perezová | Madison Keysová Aryna Sabalenková     | Jelena Rybakinová Ajla Tomljanovićová Jessica Pegulaová Čang Šuaj     |
| 22. srpna         | Tennis in the Land Cleveland, Spojené státy WTA 250 251 750 $ – tvrdý – 32D/16Q/16Č dvouhra • čtyřhra                   | Ljudmila Samsonovová 6–1, 6–3                          | Aljaksandra Sasnovičová                       | Bernarda Peraová Alizé Cornetová      | Sofia Keninová Magda Linetteová Madison Brengleová Čang Šuaj          |
| 22. srpna         | Tennis in the Land Cleveland, Spojené státy WTA 250 251 750 $ – tvrdý – 32D/16Q/16Č dvouhra • čtyřhra                   | Nicole Melicharová-Martinezová Ellen Perezová 7–5, 6–3 | Anna Danilinová Aleksandra Krunićová          | Bernarda Peraová Alizé Cornetová      | Sofia Keninová Magda Linetteová Madison Brengleová Čang Šuaj          |
| 22. srpna         | Championnats Banque Nationale de Granby Granby, Kanada WTA 250 251 750 $ – tvrdý – 32D/16Q/16Č dvouhra • čtyřhra        | Darja Kasatkinová 6–4, 6–4                             | Darja Savilleová                              | Diane Parryová Marta Kosťuková        | Nuria Párrizasová Díazová Tatjana Mariová Rebecca Marinová Wang Si-jü |
| 22. srpna         | Championnats Banque Nationale de Granby Granby, Kanada WTA 250 251 750 $ – tvrdý – 32D/16Q/16Č dvouhra • čtyřhra        | Alicia Barnettová Olivia Nichollsová 5–7, 6–3, [10–1]  | Harriet Dartová Rosalie van der Hoeková       | Diane Parryová Marta Kosťuková        | Nuria Párrizasová Díazová Tatjana Mariová Rebecca Marinová Wang Si-jü |
| 29. srpna 5. září | US Open New York, Spojené státy Grand Slam 60 102 000 $ – tvrdý 128D/128Q/64Č/32X dvouhra • čtyřhra • mix               | Iga Świąteková 6–2, 7–6(7–5)                           | Ons Džabúrová                                 | Aryna Sabalenková Caroline Garciaová  | Jessica Pegulaová Karolína Plíšková Coco Gauffová Ajla Tomljanovićová |
| 29. srpna 5. září | US Open New York, Spojené státy Grand Slam 60 102 000 $ – tvrdý 128D/128Q/64Č/32X dvouhra • čtyřhra • mix               | Barbora Krejčíková Kateřina Siniaková 3–6, 7–5, 6–1    | Caty McNallyová Taylor Townsendová            | Aryna Sabalenková Caroline Garciaová  | Jessica Pegulaová Karolína Plíšková Coco Gauffová Ajla Tomljanovićová |
| 29. srpna 5. září | US Open New York, Spojené státy Grand Slam 60 102 000 $ – tvrdý 128D/128Q/64Č/32X dvouhra • čtyřhra • mix               | Storm Sandersová John Peers 4–6, 6–4, [10–7]           | Kirsten Flipkensová Édouard Roger-Vasselin    | Aryna Sabalenková Caroline Garciaová  | Jessica Pegulaová Karolína Plíšková Coco Gauffová Ajla Tomljanovićová |

### Září
| Týden od | Turnaj | Vítězky                                                | Finalistky                                        | Semifinalistky                      | Čtvrtfinalistky                                                              |
| -------- | --- | ------------------------------------------------------ | ------------------------------------------------- | ----------------------------------- | ---------------------------------------------------------------------------- |
| 12. září | Zavarovalnica Sava Portorož Portorož, Slovinsko WTA 250 251 750 $ – tvrdý – 32D/24Q/16Č dvouhra • čtyřhra | Kateřina Siniaková 6–7(4–7), 7–6(7–5), 6–4             | Jelena Rybakinová                                 | Anna-Lena Friedsamová Ana Bogdanová | Diane Parryová Jasmine Paoliniová Lesja Curenková Beatriz Haddad Maiová      |
| 12. září | Zavarovalnica Sava Portorož Portorož, Slovinsko WTA 250 251 750 $ – tvrdý – 32D/24Q/16Č dvouhra • čtyřhra | Marta Kosťuková Tereza Martincová 6–4, 6–0             | Cristina Bucșová Tereza Mihalíková                | Anna-Lena Friedsamová Ana Bogdanová | Diane Parryová Jasmine Paoliniová Lesja Curenková Beatriz Haddad Maiová      |
| 12. září | Chennai Open Čennaí, Indie WTA 250 251 750 $ – tvrdý – 32D/24Q/16Č dvouhra • čtyřhra                      | Linda Fruhvirtová 4–6, 6–3, 6–4                        | Magda Linetteová                                  | Katie Swanová Nadia Podoroská       | Nao Hibinová Rebecca Marinová Eugenie Bouchardová Varvara Gračovová          |
| 12. září | Chennai Open Čennaí, Indie WTA 250 251 750 $ – tvrdý – 32D/24Q/16Č dvouhra • čtyřhra                      | Gabriela Dabrowská Luisa Stefaniová 6–1, 6–2           | Anna Blinkovová Natela Dzalamidzeová              | Katie Swanová Nadia Podoroská       | Nao Hibinová Rebecca Marinová Eugenie Bouchardová Varvara Gračovová          |
| 19. září | Toray Pan Pacific Open Tokio, Japonsko WTA 500 757 900 $ – tvrdý – 28D/24Q/16Č dvouhra • čtyřhra          | Ljudmila Samsonovová 7–5, 7–5                          | Čeng Čchin-wen                                    | Veronika Kuděrmetovová Čang Šuaj    | Claire Liuová Beatriz Haddad Maiová Garbiñe Muguruzaová Petra Martićová      |
| 19. září | Toray Pan Pacific Open Tokio, Japonsko WTA 500 757 900 $ – tvrdý – 28D/24Q/16Č dvouhra • čtyřhra          | Gabriela Dabrowská Giuliana Olmosová 6–4, 6–4          | Nicole Melicharová-Martinezová Ellen Perezová     | Veronika Kuděrmetovová Čang Šuaj    | Claire Liuová Beatriz Haddad Maiová Garbiñe Muguruzaová Petra Martićová      |
| 19. září | Korea Open Soul, Jižní Korea WTA 250 251 750 $ – tvrdý – 32D/24Q/16Č dvouhra • čtyřhra                    | Jekatěrina Alexandrovová 7–6(7–4), 6–0                 | Jeļena Ostapenková                                | Emma Raducanuová Tatjana Mariová    | Victoria Jiménez Kasintsevová Magda Linetteová Ču Lin Lulu Sunová            |
| 19. září | Korea Open Soul, Jižní Korea WTA 250 251 750 $ – tvrdý – 32D/24Q/16Č dvouhra • čtyřhra                    | Kristina Mladenovicová Yanina Wickmayerová 6–3, 6–2    | Asia Muhammadová Sabrina Santamariová             | Emma Raducanuová Tatjana Mariová    | Victoria Jiménez Kasintsevová Magda Linetteová Ču Lin Lulu Sunová            |
| 26. září | Parma Ladies Open Parma, Itálie WTA 250 251 750 $ – antuka – 32D/24Q/16Č dvouhra • čtyřhra                | Majar Šarífová 7–5, 6–3                                | Maria Sakkariová                                  | Danka Kovinićová Ana Bogdanová      | Maryna Zanevská Jasmine Paoliniová Irina-Camelia Beguová Lauren Davisová     |
| 26. září | Parma Ladies Open Parma, Itálie WTA 250 251 750 $ – antuka – 32D/24Q/16Č dvouhra • čtyřhra                | Anastasia Dețiuc Miriam Kolodziejová 1–6, 6–3, [10–8]  | Arantxa Rusová Tamara Zidanšeková                 | Danka Kovinićová Ana Bogdanová      | Maryna Zanevská Jasmine Paoliniová Irina-Camelia Beguová Lauren Davisová     |
| 26. září | Tallinn Open Tallinn, Estonsko WTA 250 251 750 $ – tvrdý (h) – 32D/24Q/16Č dvouhra • čtyřhra              | Barbora Krejčíková 6–2, 6–3                            | Anett Kontaveitová                                | Kaia Kanepiová Belinda Bencicová    | Ysaline Bonaventureová Karolína Muchová Beatriz Haddad Maiová Donna Vekićová |
| 26. září | Tallinn Open Tallinn, Estonsko WTA 250 251 750 $ – tvrdý (h) – 32D/24Q/16Č dvouhra • čtyřhra              | Ljudmyla Kičenoková Nadija Kičenoková 7–5, 4–6, [10–7] | Nicole Melicharová-Martinezová Laura Siegemundová | Kaia Kanepiová Belinda Bencicová    | Ysaline Bonaventureová Karolína Muchová Beatriz Haddad Maiová Donna Vekićová |

### Říjen
| Týden od  | Turnaj | Vítězky                                                      | Finalistky                            | Semifinalistky                             | Čtvrtfinalistky                                                                  |
| --------- | --- | ------------------------------------------------------------ | ------------------------------------- | ------------------------------------------ | -------------------------------------------------------------------------------- |
| 3. října  | AGEL Open Ostrava, Česko WTA 500 757 900 $ – tvrdý (h) – 28D/24Q/16Č dvouhra • čtyřhra                                  | Barbora Krejčíková 5–7, 7–6(7–4), 6–3                        | Iga Świąteková                        | Jekatěrina Alexandrovová Jelena Rybakinová | Caty McNallyová Tereza Martincová Alycia Parksová Petra Kvitová                  |
| 3. října  | AGEL Open Ostrava, Česko WTA 500 757 900 $ – tvrdý (h) – 28D/24Q/16Č dvouhra • čtyřhra                                  | Caty McNallyová Alycia Parksová 6–3, 6–2                     | Alicja Rosolská Erin Routliffeová     | Jekatěrina Alexandrovová Jelena Rybakinová | Caty McNallyová Tereza Martincová Alycia Parksová Petra Kvitová                  |
| 3. října  | Jasmin Open Monastir Monastir, Tunisko WTA 250 251 750 $ – tvrdý – 32D/21Q/16Č dvouhra • čtyřhra                        | Elise Mertensová 6–2, 6–0                                    | Alizé Cornetová                       | Claire Liuová Veronika Kuděrmetovová       | Ons Džabúrová Mojuka Učidžimová Tamara Zidanšeková Diane Parryová                |
| 3. října  | Jasmin Open Monastir Monastir, Tunisko WTA 250 251 750 $ – tvrdý – 32D/21Q/16Č dvouhra • čtyřhra                        | Kristina Mladenovicová Kateřina Siniaková 6–2, 6–0           | Miju Katová Angela Kulikovová         | Claire Liuová Veronika Kuděrmetovová       | Ons Džabúrová Mojuka Učidžimová Tamara Zidanšeková Diane Parryová                |
| 10. října | San Diego Open San Diego, Spojené státy WTA 500 757 900 $ – tvrdý – 28D/24Q/16Č dvouhra • čtyřhra                       | Iga Świąteková 6–3, 3–6, 6–0                                 | Donna Vekićová                        | Jessica Pegulaová Danielle Collinsová      | Coco Gauffová Madison Keysová Aryna Sabalenková Paula Badosová                   |
| 10. října | San Diego Open San Diego, Spojené státy WTA 500 757 900 $ – tvrdý – 28D/24Q/16Č dvouhra • čtyřhra                       | Coco Gauffová Jessica Pegulaová 1–6, 7–5, [10–4]             | Gabriela Dabrowská Giuliana Olmosová  | Jessica Pegulaová Danielle Collinsová      | Coco Gauffová Madison Keysová Aryna Sabalenková Paula Badosová                   |
| 10. října | Transylvania Open Kluž, Rumunsko WTA 250 251 750 $ – tvrdý (h) – 32D/21Q/16Č dvouhra • čtyřhra                          | Anna Blinkovová 6–2, 3–6, 6–2                                | Jasmine Paoliniová                    | Wang Si-jü Anastasija Potapovová           | Nuria Párrizasová Díazová Jule Niemeierová Anna Bondárová Anhelina Kalininová    |
| 10. října | Transylvania Open Kluž, Rumunsko WTA 250 251 750 $ – tvrdý (h) – 32D/21Q/16Č dvouhra • čtyřhra                          | Kirsten Flipkensová Laura Siegemundová 6–3, 7–5              | Kamilla Rachimovová Jana Sizikovová   | Wang Si-jü Anastasija Potapovová           | Nuria Párrizasová Díazová Jule Niemeierová Anna Bondárová Anhelina Kalininová    |
| 17. října | Guadalajara Open Akron Guadalajara, Mexiko WTA 1000 (Non-mandatory) 2 527 250 $ – tvrdý – 56S/32Q/28D dvouhra • čtyřhra | Jessica Pegulaová 6–2, 6–3                                   | Maria Sakkariová                      | Viktoria Azarenková Marie Bouzková         | Coco Gauffová Sloane Stephensová Veronika Kuděrmetovová Anna Kalinská            |
| 17. října | Guadalajara Open Akron Guadalajara, Mexiko WTA 1000 (Non-mandatory) 2 527 250 $ – tvrdý – 56S/32Q/28D dvouhra • čtyřhra | Storm Sandersová Luisa Stefaniová 7–6(7–4), 6–7(2–7), [10–8] | Anna Danilinová Beatriz Haddad Maiová | Viktoria Azarenková Marie Bouzková         | Coco Gauffová Sloane Stephensová Veronika Kuděrmetovová Anna Kalinská            |
| 24. října | žádný turnaj v kalendáři                                                                                                | žádný turnaj v kalendáři                                     | žádný turnaj v kalendáři              | žádný turnaj v kalendáři                   | žádný turnaj v kalendáři                                                         |
| 31. října | WTA Finals Fort Worth, Spojené státy Tour Championships 5 000 000 $ – tvrdý – 8S/8D dvouhra • čtyřhra                   | Caroline Garciaová 7–6(7–4), 6–4                             | Aryna Sabalenková                     | Iga Świąteková Maria Sakkariová            | Základní skupina Coco Gauffová Ons Džabúrová Darja Kasatkinová Jessica Pegulaová |
| 31. října | WTA Finals Fort Worth, Spojené státy Tour Championships 5 000 000 $ – tvrdý – 8S/8D dvouhra • čtyřhra                   | Veronika Kuděrmetovová Elise Mertensová 6–2, 4–6, [11–9]     | Barbora Krejčíková Kateřina Siniaková | Iga Świąteková Maria Sakkariová            | Základní skupina Coco Gauffová Ons Džabúrová Darja Kasatkinová Jessica Pegulaová |

### Listopad
| Týden od     | Turnaj                                                                       | Vítězky       | Finalistky | Semifinalistky       | Čtvrtfinalistky |
| ------------ | ---------------------------------------------------------------------------- | ------------- | ---------- | -------------------- | --------------- |
| 7. listopadu | Finále Billie Jean King Cupu Glasgow, Spojené království tvrdý (h) – 12 týmů | Švýcarsko 2–0 | Austrálie  | Česko Velká Británie |                 |

### Zrušené turnaje
Pandemie covidu-19 postihla ženský okruh WTA Tour i mužský okruh ATP Tour. Tabulka uvádí všechny zrušené či přeložené turnaje.
| Týden od   | turnaj                                                   | stav                                        |
| ---------- | -------------------------------------------------------- | ------------------------------------------- |
| 3. ledna   | Brisbane International Brisbane, Austrálie WTA 500 tvrdý | zrušeno                                     |
| 3. ledna   | Auckland Open Auckland, Nový Zéland WTA 250 tvrdý        | zrušeno                                     |
| 3. ledna   | Shenzhen Open Šen-čen, Čína WTA 250 tvrdý                | zrušeno                                     |
| 10. ledna  | Hobart International Hobart, Austrálie WTA 250 tvrdý     | zrušeno                                     |
| 31. ledna  | Thailand Open Hua Hin, Thajsko WTA 250 tvrdý             | zrušeno                                     |
| 16. května | Cologne Open Kolín nad Rýnem, Německo WTA 250 antuka     | zrušeno z organizačních důvodů              |
| 12. září   | Japan Women's Open Ósaka, Japansko WTA 250 tvrdý         | zrušeno z finančních důvodů                 |
| 17. října  | Kremlin Cup Moskva, Rusko WTA 500 tvrdý (h)              | zrušeno v důsledku ruské invaze na Ukrajinu |
| 24. října  | Linz Open Linec, Rakousko WTA 250 tvrdý (h)              | přeloženo na únor 2023                      |

## Statistiky

### Tituly podle tenistek
|           |                                   | Grand Slam | Grand Slam | Grand Slam | Turnaj mistryň | Turnaj mistryň | WTA 1000      | WTA 1000      | WTA 1000 | WTA 1000 | WTA 500 | WTA 500 | WTA 250 | WTA 250 | Celkem | Celkem | Celkem |
| Mandatory | Mandatory                         | Grand Slam | Grand Slam | Grand Slam | Turnaj mistryň | Turnaj mistryň | Non-mandatory | Non-mandatory |          |          | WTA 500 | WTA 500 | WTA 250 | WTA 250 | Celkem | Celkem | Celkem |
| T         | Tenistka                          | D          | Č          | X          | D              | Č              | D             | Č             | D        | Č        | D       | Č       | D       | Č       | D      | Č      | X      |
| --------- | --------------------------------- | ---------- | ---------- | ---------- | -------------- | -------------- | ------------- | ------------- | -------- | -------- | ------- | ------- | ------- | ------- | ------ | ------ | ------ |
| 8         | Iga Świąteková (POL)              | ●          |            |            |                |                | ●             |               | ●        |          | ●       |         |         |         | 8      | 0      | 0      |
| 7         | Kateřina Siniaková (CZE)          |            | ●          |            |                |                |               |               |          |          |         | ●       | ●       | ●       | 1      | 6      | 0      |
| 6         | Jessica Pegulaová (USA)           |            |            |            |                |                |               |               | ●        | ●        |         | ●       |         | ●       | 1      | 5      | 0      |
| 5         | Barbora Krejčíková (CZE)          |            | ●          |            |                |                |               |               |          |          | ●       |         | ●       |         | 2      | 3      | 0      |
| 5         | Kristina Mladenovicová (FRA)      |            | ●          | ●          |                |                |               |               |          |          |         |         |         | ●       | 0      | 4      | 1      |
| 5         | Caroline Garciaová (FRA)          |            | ●          |            | ●              |                |               |               | ●        |          |         |         | ●       |         | 4      | 1      | 0      |
| 4         | Storm Sandersová (AUS)            |            |            | ●          |                |                |               |               |          | ●        |         | ●       |         |         | 0      | 3      | 1      |
| 4         | Beatriz Haddad Maiová (BRA)       |            |            |            |                |                |               |               |          |          |         | ●       | ●       | ●       | 2      | 2      | 0      |
| 3         | Ashleigh Bartyová (AUS)           | ●          |            |            |                |                |               |               |          |          | ●       | ●       |         |         | 2      | 1      | 0      |
| 3         | Veronika Kuděrmetovová            |            |            |            |                | ●              |               |               |          | ●        |         | ●       |         |         | 0      | 3      | 0      |
| 3         | Elise Mertensová (BEL)            |            |            |            |                | ●              |               |               |          |          |         | ●       | ●       |         | 1      | 2      | 0      |
| 3         | Gabriela Dabrowská (CAN)          |            |            |            |                |                |               | ●             |          |          |         | ●       |         | ●       | 0      | 3      | 0      |
| 3         | Laura Siegemundová (GER)          |            |            |            |                |                |               | ●             |          |          |         |         |         | ●       | 0      | 3      | 0      |
| 3         | Coco Gauffová (USA)               |            |            |            |                |                |               |               |          | ●        |         | ●       |         |         | 0      | 3      | 0      |
| 3         | Jeļena Ostapenková (LAT)          |            |            |            |                |                |               |               |          | ●        | ●       |         |         | ●       | 1      | 2      | 0      |
| 3         | Ljudmyla Kičenoková (UKR)         |            |            |            |                |                |               |               |          | ●        |         |         |         | ●       | 0      | 3      | 0      |
| 3         | Ljudmila Samsonovová              |            |            |            |                |                |               |               |          |          | ●       |         | ●       |         | 3      | 0      | 0      |
| 3         | Bernarda Peraová (USA)            |            |            |            |                |                |               |               |          |          |         |         | ●       | ●       | 2      | 1      | 0      |
| 3         | Eri Hozumiová (JPN)               |            |            |            |                |                |               |               |          |          |         |         |         | ●       | 0      | 3      | 0      |
| 3         | Makoto Ninomijová (JPN)           |            |            |            |                |                |               |               |          |          |         |         |         | ●       | 0      | 3      | 0      |
| 2         | Desirae Krawczyková (USA)         |            |            | ●          |                |                |               |               |          |          |         | ●       |         |         | 0      | 1      | 1      |
| 2         | Ons Džabúrová (TUN)               |            |            |            |                |                | ●             |               |          |          | ●       |         |         |         | 2      | 0      | 0      |
| 2         | Giuliana Olmosová (MEX)           |            |            |            |                |                |               | ●             |          |          |         | ●       |         |         | 0      | 2      | 0      |
| 2         | Sü I-fan (CHN)                    |            |            |            |                |                |               | ●             |          |          |         | ●       |         |         | 0      | 2      | 0      |
| 2         | Jang Čao-süan (CHN)               |            |            |            |                |                |               | ●             |          |          |         | ●       |         |         | 0      | 2      | 0      |
| 2         | Věra Zvonarevová                  |            |            |            |                |                |               | ●             |          |          |         |         |         | ●       | 0      | 2      | 0      |
| 2         | Simona Halepová (ROU)             |            |            |            |                |                |               |               | ●        |          |         |         | ●       |         | 2      | 0      | 0      |
| 2         | Luisa Stefaniová (BRA)            |            |            |            |                |                |               |               |          | ●        |         |         |         | ●       | 0      | 2      | 0      |
| 2         | Darja Kasatkinová                 |            |            |            |                |                |               |               |          |          | ●       |         | ●       |         | 2      | 0      | 0      |
| 2         | Magda Linetteová (POL)            |            |            |            |                |                |               |               |          |          |         | ●       |         |         | 0      | 2      | 0      |
| 2         | Caty McNallyová (USA)             |            |            |            |                |                |               |               |          |          |         | ●       |         |         | 0      | 2      | 0      |
| 2         | Anna Danilinová (KAZ)             |            |            |            |                |                |               |               |          |          |         | ●       |         | ●       | 0      | 2      | 0      |
| 2         | Jekatěrina Alexandrovová          |            |            |            |                |                |               |               |          |          |         |         | ●       |         | 2      | 0      | 0      |
| 2         | Marie Bouzková (CZE)              |            |            |            |                |                |               |               |          |          |         |         | ●       | ●       | 1      | 1      | 0      |
| 2         | Anastasija Potapovová             |            |            |            |                |                |               |               |          |          |         |         | ●       | ●       | 1      | 1      | 0      |
| 2         | Čang Šuaj (CHN)                   |            |            |            |                |                |               |               |          |          |         |         | ●       | ●       | 1      | 1      | 0      |
| 2         | Nicole Melichar-Martinezová (USA) |            |            |            |                |                |               |               |          |          |         |         |         | ●       | 0      | 2      | 0      |
| 2         | Ellen Perezová (AUS)              |            |            |            |                |                |               |               |          |          |         |         |         | ●       | 0      | 2      | 0      |
| 1         | Jelena Rybakinová (KAZ)           | ●          |            |            |                |                |               |               |          |          |         |         |         |         | 1      | 0      | 0      |
| 1         | Ena Šibaharaová (JPN)             |            |            | ●          |                |                |               |               |          |          |         |         |         |         | 0      | 0      | 1      |
| 1         | Anastasija Pavljučenkovová        |            |            |            |                |                |               |               |          | ●        |         |         |         |         | 0      | 1      | 0      |
| 1         | Paula Badosová (ESP)              |            |            |            |                |                |               |               |          |          | ●       |         |         |         | 1      | 0      | 0      |
| 1         | Belinda Bencicová (SUI)           |            |            |            |                |                |               |               |          |          | ●       |         |         |         | 1      | 0      | 0      |
| 1         | Anett Kontaveitová (EST)          |            |            |            |                |                |               |               |          |          | ●       |         |         |         | 1      | 0      | 0      |
| 1         | Petra Kvitová (CZE)               |            |            |            |                |                |               |               |          |          | ●       |         |         |         | 1      | 0      | 0      |
| 1         | Anna Kalinská                     |            |            |            |                |                |               |               |          |          |         | ●       |         |         | 0      | 1      | 0      |
| 1         | Andreja Klepačová (SLO)           |            |            |            |                |                |               |               |          |          |         | ●       |         |         | 0      | 1      | 0      |
| 1         | Aleksandra Krunićová (SRB)        |            |            |            |                |                |               |               |          |          |         | ●       |         |         | 0      | 1      | 0      |
| 1         | Alycia Parksová (USA)             |            |            |            |                |                |               |               |          |          |         | ●       |         |         | 0      | 1      | 0      |
| 1         | Demi Schuursová (NED)             |            |            |            |                |                |               |               |          |          |         | ●       |         |         | 0      | 1      | 0      |
| 1         | Amanda Anisimovová (USA)          |            |            |            |                |                |               |               |          |          |         |         | ●       |         | 1      | 0      | 0      |
| 1         | Irina-Camelia Beguová (ROU)       |            |            |            |                |                |               |               |          |          |         |         | ●       |         | 1      | 0      | 0      |
| 1         | Anna Blinkovová                   |            |            |            |                |                |               |               |          |          |         |         | ●       |         | 1      | 0      | 0      |
| 1         | Leylah Fernandezová (CAN)         |            |            |            |                |                |               |               |          |          |         |         | ●       |         | 1      | 0      | 0      |
| 1         | Linda Fruhvirtová (CZE)           |            |            |            |                |                |               |               |          |          |         |         | ●       |         | 1      | 0      | 0      |
| 1         | Angelique Kerberová (GER)         |            |            |            |                |                |               |               |          |          |         |         | ●       |         | 1      | 0      | 0      |
| 1         | Madison Keysová (USA)             |            |            |            |                |                |               |               |          |          |         |         | ●       |         | 1      | 0      | 0      |
| 1         | Tatjana Mariová (GER)             |            |            |            |                |                |               |               |          |          |         |         | ●       |         | 1      | 0      | 0      |
| 1         | Petra Martićová (CRO)             |            |            |            |                |                |               |               |          |          |         |         | ●       |         | 1      | 0      | 0      |
| 1         | Majar Šarífová (EGY)              |            |            |            |                |                |               |               |          |          |         |         | ●       |         | 1      | 0      | 0      |
| 1         | Sloane Stephensová (USA)          |            |            |            |                |                |               |               |          |          |         |         | ●       |         | 1      | 0      | 0      |
| 1         | Martina Trevisanová (ITA)         |            |            |            |                |                |               |               |          |          |         |         | ●       |         | 1      | 0      | 0      |
| 1         | Alicia Barnettová (GBR)           |            |            |            |                |                |               |               |          |          |         |         |         | ●       | 0      | 1      | 0      |
| 1         | Anna Bondárová (HUN)              |            |            |            |                |                |               |               |          |          |         |         |         | ●       | 0      | 1      | 0      |
| 1         | Sophie Changová (USA)             |            |            |            |                |                |               |               |          |          |         |         |         | ●       | 0      | 1      | 0      |
| 1         | Kaitlyn Christianová (USA)        |            |            |            |                |                |               |               |          |          |         |         |         | ●       | 0      | 1      | 0      |
| 1         | Olga Danilovićová (SRB)           |            |            |            |                |                |               |               |          |          |         |         |         | ●       | 0      | 1      | 0      |
| 1         | Anastasia Dețiuc (CZE)            |            |            |            |                |                |               |               |          |          |         |         |         | ●       | 0      | 1      | 0      |
| 1         | Kirsten Flipkensová (BEL)         |            |            |            |                |                |               |               |          |          |         |         |         | ●       | 0      | 1      | 0      |
| 1         | Anna-Lena Friedsamová (GER)       |            |            |            |                |                |               |               |          |          |         |         |         | ●       | 0      | 1      | 0      |
| 1         | Jekatěrine Gorgodzeová (GEO)      |            |            |            |                |                |               |               |          |          |         |         |         | ●       | 0      | 1      | 0      |
| 1         | Catherine Harrisonová (USA)       |            |            |            |                |                |               |               |          |          |         |         |         | ●       | 0      | 1      | 0      |
| 1         | Oxana Kalašnikovová (GEO)         |            |            |            |                |                |               |               |          |          |         |         |         | ●       | 0      | 1      | 0      |
| 1         | Nadija Kičenoková (UKR)           |            |            |            |                |                |               |               |          |          |         |         |         | ●       | 0      | 1      | 0      |
| 1         | Miriam Kolodziejová (CZE)         |            |            |            |                |                |               |               |          |          |         |         |         | ●       | 0      | 1      | 0      |
| 1         | Marta Kosťuková (UKR)             |            |            |            |                |                |               |               |          |          |         |         |         | ●       | 0      | 1      | 0      |
| 1         | Angela Kulikovová (USA)           |            |            |            |                |                |               |               |          |          |         |         |         | ●       | 0      | 1      | 0      |
| 1         | Lidzija Marozavová (BLR)          |            |            |            |                |                |               |               |          |          |         |         |         | ●       | 0      | 1      | 0      |
| 1         | Tereza Martincová (CZE)           |            |            |            |                |                |               |               |          |          |         |         |         | ●       | 0      | 1      | 0      |
| 1         | Asia Muhammadová (USA)            |            |            |            |                |                |               |               |          |          |         |         |         | ●       | 0      | 1      | 0      |
| 1         | Olivia Nichollsová (GBR)          |            |            |            |                |                |               |               |          |          |         |         |         | ●       | 0      | 1      | 0      |
| 1         | Erin Routliffeová (NZL)           |            |            |            |                |                |               |               |          |          |         |         |         | ●       | 0      | 1      | 0      |
| 1         | Sabrina Santamariová (USA)        |            |            |            |                |                |               |               |          |          |         |         |         | ●       | 0      | 1      | 0      |
| 1         | Darja Savilleová (AUS)            |            |            |            |                |                |               |               |          |          |         |         |         | ●       | 0      | 1      | 0      |
| 1         | Astra Sharmaová (AUS)             |            |            |            |                |                |               |               |          |          |         |         |         | ●       | 0      | 1      | 0      |
| 1         | Jana Sizikovová                   |            |            |            |                |                |               |               |          |          |         |         |         | ●       | 0      | 1      | 0      |
| 1         | Sara Sorribes Tormová (ESP)       |            |            |            |                |                |               |               |          |          |         |         |         | ●       | 0      | 1      | 0      |
| 1         | Aldila Sutjiadiová (INA)          |            |            |            |                |                |               |               |          |          |         |         |         | ●       | 0      | 1      | 0      |
| 1         | Yanina Wickmayerová (BEL)         |            |            |            |                |                |               |               |          |          |         |         |         | ●       | 0      | 1      | 0      |
| 1         | Tamara Zidanšeková (SLO)          |            |            |            |                |                |               |               |          |          |         |         |         | ●       | 0      | 1      | 0      |
| 1         | Kimberley Zimmermannová (BEL)     |            |            |            |                |                |               |               |          |          |         |         |         | ●       | 0      | 1      | 0      |

### Tituly podle států
|           |                        | Grand Slam | Grand Slam | Grand Slam | Turnaj mistryň | Turnaj mistryň | WTA 1000      | WTA 1000      | WTA 1000 | WTA 1000 | WTA 500 | WTA 500 | WTA 250 | WTA 250 | Celkem | Celkem | Celkem |
| Mandatory | Mandatory              | Grand Slam | Grand Slam | Grand Slam | Turnaj mistryň | Turnaj mistryň | Non-mandatory | Non-mandatory |          |          | WTA 500 | WTA 500 | WTA 250 | WTA 250 | Celkem | Celkem | Celkem |
| T         | Stát                   | D          | Č          | X          | D              | Č              | D             | Č             | D        | Č        | D       | Č       | D       | Č       | D      | Č      | X      |
| --------- | ---------------------- | ---------- | ---------- | ---------- | -------------- | -------------- | ------------- | ------------- | -------- | -------- | ------- | ------- | ------- | ------- | ------ | ------ | ------ |
| 21        | Spojené státy americké |            |            | 1          |                |                |               |               | 1        | 2        |         | 4       | 5       | 8       | 6      | 14     | 1      |
| 15        | Česko                  |            | 3          |            |                |                |               |               |          |          | 2       | 1       | 4       | 5       | 6      | 9      | 0      |
| 10        | Polsko                 | 2          |            |            |                |                | 2             |               | 2        |          | 2       | 2       |         |         | 8      | 2      | 0      |
| 10        | Austrálie              | 1          |            | 1          |                |                |               |               |          | 1        | 1       | 2       |         | 4       | 2      | 7      | 1      |
| 9         | Francie                |            | 1          | 1          | 1              |                |               |               | 1        |          |         |         | 2       | 3       | 4      | 4      | 1      |
| 6         | Belgie                 |            |            |            |                | 1              |               |               |          |          |         | 1       | 1       | 3       | 1      | 5      | 0      |
| 6         | Německo                |            |            |            |                |                |               | 1             |          |          |         |         | 2       | 3       | 2      | 4      | 0      |
| 6         | Brazílie               |            |            |            |                |                |               |               |          | 1        |         | 1       | 2       | 2       | 2      | 4      | 0      |
| 4         | Japonsko               |            |            | 1          |                |                |               |               |          |          |         |         |         | 3       | 0      | 3      | 1      |
| 4         | Kanada                 |            |            |            |                |                |               | 1             |          |          |         | 1       | 1       | 1       | 1      | 3      | 0      |
| 4         | Čína                   |            |            |            |                |                |               | 1             |          |          |         | 1       | 1       | 1       | 1      | 3      | 0      |
| 4         | Ukrajina               |            |            |            |                |                |               |               |          | 1        |         |         |         | 3       | 0      | 4      | 0      |
| 3         | Kazachstán             | 1          |            |            |                |                |               |               |          |          |         | 1       |         | 1       | 1      | 2      | 0      |
| 3         | Rumunsko               |            |            |            |                |                |               |               | 1        |          |         |         | 2       |         | 3      | 0      | 0      |
| 3         | Lotyšsko               |            |            |            |                |                |               |               |          | 1        | 1       |         |         | 1       | 1      | 2      | 0      |
| 2         | Tunisko                |            |            |            |                |                | 1             |               |          |          | 1       |         |         |         | 2      | 0      | 0      |
| 2         | Mexiko                 |            |            |            |                |                |               | 1             |          |          |         | 1       |         |         | 0      | 2      | 0      |
| 2         | Španělsko              |            |            |            |                |                |               |               |          |          | 1       |         |         | 1       | 1      | 1      | 0      |
| 2         | Rusko                  |            |            |            |                |                |               |               |          |          |         | 2       |         |         | 0      | 2      | 0      |
| 2         | Srbsko                 |            |            |            |                |                |               |               |          |          |         | 1       |         | 1       | 0      | 2      | 0      |
| 2         | Slovinsko              |            |            |            |                |                |               |               |          |          |         | 1       |         | 1       | 0      | 2      | 0      |
| 1         | Estonsko               |            |            |            |                |                |               |               |          |          | 1       |         |         |         | 1      | 0      | 0      |
| 1         | Švýcarsko              |            |            |            |                |                |               |               |          |          | 1       |         |         |         | 1      | 0      | 0      |
| 1         | Nizozemsko             |            |            |            |                |                |               |               |          |          |         | 1       |         |         | 0      | 1      | 0      |
| 1         | Chorvatsko             |            |            |            |                |                |               |               |          |          |         |         | 1       |         | 1      | 0      | 0      |
| 1         | Egypt                  |            |            |            |                |                |               |               |          |          |         |         | 1       |         | 1      | 0      | 0      |
| 1         | Itálie                 |            |            |            |                |                |               |               |          |          |         |         | 1       |         | 1      | 0      | 0      |
| 1         | Bělorusko              |            |            |            |                |                |               |               |          |          |         |         |         | 1       | 0      | 1      | 0      |
| 1         | Gruzie                 |            |            |            |                |                |               |               |          |          |         |         |         | 1       | 0      | 1      | 0      |
| 1         | Spojené království     |            |            |            |                |                |               |               |          |          |         |         |         | 1       | 0      | 1      | 0      |
| 1         | Maďarsko               |            |            |            |                |                |               |               |          |          |         |         |         | 1       | 0      | 1      | 0      |
| 1         | Indonésie              |            |            |            |                |                |               |               |          |          |         |         |         | 1       | 0      | 1      | 0      |
| 1         | Nový Zéland            |            |            |            |                |                |               |               |          |          |         |         |         | 1       | 0      | 1      | 0      |

### Premiérové tituly
Hráčky, které získaly první titul ve dvouhře, čtyřhře nebo smíšené čtyřhře:

#### Dvouhra
- Anastasija Potapovová (21 let a 25 dní) – Istanbul (pavouk)
- Martina Trevisanová (28 let a 199 dní) – Rabat (pavouk)
- Beatriz Haddad Maiová (26 let a 13 dní) – Nottingham (pavouk)
- Bernarda Peraová (27 let a 226 dní) – Budapešť (pavouk)
- Marie Bouzková (24 let a 10 dní) – Praha (pavouk)
- Linda Fruhvirtová (17 let a 140 dní) – 	Čennaí (pavouk)
- Majar Šarífová (26 let a 149 dní) – Parma (pavouk)

#### Čtyřhra
- Bernarda Peraová – Melbourne (pavouk)
- Jessica Pegulaová – Melbourne (pavouk)
- Kaitlyn Christianová – Guadalajara (pavouk)
- Catherine Harrisonová – Monterrey (pavouk)
- Sabrina Santamariová – Monterrey (pavouk)
- Aldila Sutjiadiová – Bogotá (pavouk)
- Magda Linetteová – Charleston (pavouk)
- Sophie Changová – Hamburk (pavouk)
- Angela Kulikovová – Hamburk (pavouk)
- Anna Bondárová – Palermo (pavouk)
- Alicia Barnettová – Granby (pavouk)
- Olivia Nichollsová – Granby (pavouk)
- Marta Kosťuková – Portorož (pavouk)
- Tereza Martincová – Portorož (pavouk)
- Anastasia Dețiuc – Parma (pavouk)
- Miriam Kolodziejová – Parma (pavouk)
- Alycia Parksová – Ostrava (pavouk)

#### Smíšená čtyřhra
- Ena Šibaharaová – French Open (pavouk)
- Storm Sandersová – US Open (pavouk)

### Obhájené tituly
Hráčky, které obhájily titul:

#### Dvouhra
- Leylah Fernandezová – Monterrey (pavouk)
- Iga Świąteková – Řím (pavouk)

#### Čtyřhra
- Kimberley Zimmermannová – Palermo (pavouk)
- Anna Danilinová – Varšava (pavouk)

#### Smíšená čtyřhra
- Desirae Krawczyková – Wimbledon (pavouk)

## Žebříček
Konečný žebříček WTA a žebříček WTA Race to Fort Worth pro Turnaj mistryň 2022.

### Dvouhra
Tabulky uvádějí 20 nejvýše postavených tenistek na žebříčku WTA Race to Fort Worth a konečném žebříčku WTA.
| Žebříček WTA Race | Žebříček WTA Race            | Žebříček WTA Race | Žebříček WTA Race | Žebříček WTA Race |
| Poř.              | tenistka (✓ – kvalifikována) | body              | turnajů           | posun             |
| ----------------- | ---------------------------- | ----------------- | ----------------- | ----------------- |
| 1.                | Iga Świąteková (POL) ✓       | 10 335            | 16                | ▬                 |
| 2.                | Ons Džabúrová (TUN) ✓        | 4 555             | 17                | ▬                 |
| 3.                | Jessica Pegulaová (USA) ✓    | 4 316             | 17                | ▬                 |
| 4.                | Coco Gauffová (USA) ✓        | 3 271             | 18                | ▬                 |
| 5.                | Maria Sakkariová (GRE) ✓     | 3 121             | 21                | ▲ 5               |
| 6.                | Caroline Garciaová (FRA) ✓   | 3 000             | 21                | ▬                 |
| 7.                | Aryna Sabalenková ✓          | 2 970             | 20                | ▼ 2               |
| 8.                | Darja Kasatkinová ✓          | 2 935             | 22                | ▼ 1               |
| 9.                | Veronika Kuděrmetovová       | 2 795             | 20                | ▬                 |
| 10.               | Simona Halepová (ROU)        | 2 661             | 15                | ▼ 2               |
| 11.               | Madison Keysová (USA)        | 2 417             | 20                | ▲ 2               |
| 12.               | Belinda Bencicová (SUI)      | 2 365             | 19                | ▬                 |
| 13.               | Paula Badosová (ESP)         | 2 363             | 21                | ▼ 2               |
| 14.               | Danielle Collinsová (USA)    | 2 287             | 13                | ▬                 |
| 15.               | Petra Kvitová (CZE)          | 2 097             | 19                | ▲ 2               |
| 16.               | Anett Kontaveitová (EST)     | 2 093             | 16                | ▼ 1               |
| 17.               | Beatriz Haddad Maiová (BRA)  | 2 050             | 22                | ▼ 1               |
| 18.               | Jeļena Ostapenková (LAT)     | 1 986             | 19                | ▲ 1               |
| 19.               | \|Jekatěrina Alexandrovová   | 1 910             | 20                | ▼ 1               |
| 20.               | Ljudmila Samsonovová         | 1 910             | 20                | ▲ 1               |

| Konečný žebříček WTA | Konečný žebříček WTA        | Konečný žebříček WTA | Konečný žebříček WTA | Konečný žebříček WTA | Konečný žebříček WTA | Konečný žebříček WTA | Konečný žebříček WTA |
| Poř.                 | tenistka                    | bodů                 | turnajů              | '21                  | max                  | min                  | '21→'22              |
| -------------------- | --------------------------- | -------------------- | -------------------- | -------------------- | -------------------- | -------------------- | -------------------- |
| 1.                   | Iga Świąteková (POL)        | 11 085               | 17                   | 9.                   | 1.                   | 9.                   | ▲ 8                  |
| 2.                   | Ons Džabúrová (TUN)         | 5 055                | 18                   | 10.                  | 2.                   | 11.                  | ▲ 8                  |
| 3.                   | Jessica Pegulaová (USA)     | 4 691                | 18                   | 18.                  | 3.                   | 22.                  | ▲ 15                 |
| 4.                   | Caroline Garciaová (FRA)    | 4 375                | 23                   | 74.                  | 4.                   | 79.                  | ▲ 70                 |
| 5.                   | Aryna Sabalenková           | 3 925                | 21                   | 2.                   | 2.                   | 8.                   | ▼ 3                  |
| 6.                   | Maria Sakkariová (GRE)      | 3 871                | 22                   | 6.                   | 3.                   | 8.                   | ▬                    |
| 7.                   | Coco Gauffová (USA)         | 3 646                | 19                   | 22.                  | 4.                   | 23.                  | ▲ 15                 |
| 8.                   | Darja Kasatkinová           | 3 435                | 23                   | 26.                  | 8.                   | 29.                  | ▲ 18                 |
| 9.                   | Veronika Kuděrmetovová      | 2 795                | 20                   | 31.                  | 9.                   | 32.                  | ▲ 22                 |
| 10.                  | Simona Halepová (ROU)       | 2 661                | 15                   | 20.                  | 6.                   | 27.                  | ▲ 10                 |
| 11.                  | Madison Keysová (USA)       | 2 417                | 20                   | 56.                  | 11.                  | 87.                  | ▲ 45                 |
| 12.                  | Belinda Bencicová (SUI)     | 2 365                | 19                   | 23.                  | 11.                  | 28.                  | ▲ 11                 |
| 13.                  | Paula Badosová (ESP)        | 2 363                | 21                   | 8.                   | 2.                   | 13.                  | ▼ 5                  |
| 14.                  | Danielle Collinsová (USA)   | 2 292                | 14                   | 29.                  | 7.                   | 30.                  | ▲ 15                 |
| 15.                  | Beatriz Haddad Maiová (BRA) | 2 215                | 27                   | 82.                  | 15.                  | 88.                  | ▲ 67                 |
| 16.                  | Petra Kvitová (CZE)         | 2 097                | 19                   | 17.                  | 16.                  | 34.                  | ▲ 1                  |
| 17.                  | Anett Kontaveitová (EST)    | 2 093                | 16                   | 7.                   | 2.                   | 17.                  | ▼ 10                 |
| 18.                  | Jeļena Ostapenková (LAT)    | 1 986                | 19                   | 28.                  | 11.                  | 28.                  | ▲ 10                 |
| 19.                  | Jekatěrina Alexandrovová    | 1 910                | 20                   | 33.                  | 19.                  | 54.                  | ▲ 14                 |
| 20.                  | Ljudmila Samsonovová        | 1 910                | 20                   | 39.                  | 19.                  | 60.                  | ▲ 19                 |

#### Světové jedničky
| Světová jednička        | datum nástupu       | datum odchodu     |
| ----------------------- | ------------------- | ----------------- |
| Ashleigh Bartyová (AUS) | začátek sezóny 2022 | 3. dubna 2022     |
| Iga Świąteková (POL)    | 4. dubna 2022       | konec sezóny 2022 |

#### Nová žebříčková maxima
Hráčky, které v sezóně 2022 zaznamenaly kariérní maximum v první padesátce žebříčku WTA (ztučnění u jmen hráček, které v první světové desítce debutovaly a postavení při novém maximu v Top 10):
- Ann Liová (na 44. místo 10. ledna)
- Jelena Rybakinová (na 12. místo 17. ledna)
- Sara Sorribesová Tormová (na 32. místo 7. února)
- Clara Tausonová (na 33. místo 7. února)
- Tereza Martincová (na 40. místo 14. února)
- Marta Kosťuková (na 49. místo 14. února)
- Jasmine Paoliniová (na 44. místo 21. února)
- Barbora Krejčíková (na 2. místo 28. února)
- Tamara Zidanšeková (na 22. místo 28. února)
- Viktorija Golubicová (na 35. místo 28. února)
- Nuria Párrizasová Díazová (na 45. místo 7. března)
- Maria Sakkariová (na 3. místo 21. března)
- Iga Świąteková (na 1. místo 4. dubna)
- Camila Osoriová (na 33. místo 4. dubna)
- Paula Badosová (na 2. místo 25. dubna)
- Anett Kontaveitová (na 2. místo 6. června)
- Ons Džabúrová (na 2. místo 27. června)
- Anhelina Kalininová (na 34. místo 27. června)
- Danielle Collinsová (na 7. místo 11. července)
- Emma Raducanuová (na 10. místo 11. července)
- Jil Teichmannová (na 21. místo 11. července)
- Martina Trevisanová (na 24. místo 18. července)
- Majar Šarífová (na 44. místo 18. července)
- Anna Bondárová (na 50. místo 18. července)
- Leylah Fernandezová (na 13. místo 8. srpna)
- Shelby Rogersová (na 30. místo 8. srpna)
- Beatriz Haddad Maiová (na 15. místo 22. srpna)
- Aljaksandra Sasnovičová (na 29. místo 19. září)
- Ana Bogdanová (na 46. místo 3. srpna)
- Jekatěrina Alexandrovová (na 19. místo 17)
- Bernarda Peraová (na 42. místo 17)
- Jessica Pegulaová (na 3. místo 24)
- Coco Gauffová (na 4. místo 24)
- Darja Kasatkinová (na 8. místo 24)
- Veronika Kuděrmetovová (na 9. místo 24)
- Ljudmila Samsonovová (na 19. místo 24)
- Čeng Čchin-wen (na 25. místo 24)
- Marie Bouzková (na 26. místo 31)
- Ajla Tomljanovićová (na 33. místo 31)
- Anastasija Potapovová (na 43. místo 31)

### Čtyřhra
Tabulky uvádějí 10 nejvýše postavených párů na žebříčku WTA Race to Fort Worth a 20 nejvýše postavených tenistek na konečném žebříčku WTA.
| Žebříček párů WTA Race | Žebříček párů WTA Race                                 | Žebříček párů WTA Race | Žebříček párů WTA Race | Žebříček párů WTA Race |
| Poř.                   | pár (✓ – kvalifikován)                                 | body                   | turnajů                | posun                  |
| ---------------------- | ------------------------------------------------------ | ---------------------- | ---------------------- | ---------------------- |
| 1.                     | Barbora Krejčíková (CZE) ✓ Kateřina Siniaková (CZE)    | 4 651                  | 7                      | ▲ 1                    |
| 2.                     | Gabriela Dabrowská (CAN) ✓ Giuliana Olmosová (MEX)     | 4 335                  | 20                     | ▼ 1                    |
| 3.                     | Coco Gauffová (USA) ✓ Jessica Pegulaová (USA)          | 4 086                  | 9                      | ▬                      |
| 4.                     | Veronika Kuděrmetovová ✓ Elise Mertensová (BEL)        | 3 770                  | 12                     | ▲ 1                    |
| 5.                     | Ljudmyla Kičenoková (UKR) ✓ Jeļena Ostapenková (LAT)   | 3 745                  | 16                     | ▼ 1                    |
| 6.                     | Sü I-fan (CHN) ✓ Jang Čao-süan (CHN)                   | 3 580                  | 19                     | ▬                      |
| 7.                     | Anna Danilinová (KAZ) ✓ Beatriz Haddad Maiová (BRA)    | 3 235                  | 12                     | ▲ 2                    |
| 8.                     | Desirae Krawczyková (USA) ✓ Demi Schuursová (NED)      | 3 180                  | 15                     | ▼ 1                    |
| 9.                     | Nicole Melichar-Martinezová (USA) Ellen Perezová (AUS) | 3 160                  | 13                     | ▼ 1                    |
| 10.                    | Caroline Garciaová (FRA) Kristina Mladenovicová (FRA)  | 2 560                  | 3                      | ▬                      |

| Konečný žebříček WTA | Konečný žebříček WTA              | Konečný žebříček WTA | Konečný žebříček WTA | Konečný žebříček WTA | Konečný žebříček WTA | Konečný žebříček WTA | Konečný žebříček WTA |
| Poř.                 | tenistka                          | bodů                 | turnajů              | '21                  | max                  | min                  | '21→'22              |
| -------------------- | --------------------------------- | -------------------- | -------------------- | -------------------- | -------------------- | -------------------- | -------------------- |
| 1.                   | Kateřina Siniaková (CZE)          | 6 890                | 12                   | 1.                   | 1.                   | 4.                   | ▬                    |
| 2.                   | Veronika Kuděrmetovová            | 6 035                | 15                   | 14.                  | 2.                   | 14.                  | ▲ 12                 |
| 3.                   | Barbora Krejčíková (CZE)          | 5 937                | 10                   | 2.                   | 2.                   | 8.                   | ▼ 1                  |
| 4.                   | Coco Gauffová (USA)               | 5 360                | 15                   | 21.                  | 1.                   | 26.                  | ▲ 17                 |
| 5.                   | Elise Mertensová (BEL)            | 5 310                | 16                   | 4.                   | 1.                   | 9.                   | ▼ 1                  |
| 6.                   | Jessica Pegulaová (USA)           | 5 160                | 16                   | 50.                  | 3.                   | 51.                  | ▲ 44                 |
| 7.                   | Gabriela Dabrowská (CAN)          | 4 740                | 21                   | 7.                   | 4.                   | 11.                  | ▬                    |
| 8.                   | Giuliana Olmosová (MEX)           | 4 650                | 23                   | 18.                  | 7.                   | 22.                  | ▲ 10                 |
| 9.                   | Ljudmyla Kičenoková (UKR)         | 4 300                | 22                   | 38.                  | 9.                   | 40.                  | ▲ 29                 |
| 10.                  | Storm Sandersová (AUS)            | 4 265                | 15                   | 30.                  | 8.                   | 30.                  | ▲ 20                 |
| 11.                  | Anna Danilinová (KAZ)             | 4 220                | 33                   | 83.                  | 11.                  | 75.                  | ▲ 72                 |
| 12.                  | Jang Čao-süan (CHN)               | 4 180                | 21                   | 48.                  | 11.                  | 75.                  | ▲ 36                 |
| 13.                  | Beatriz Haddad Maiová (BRA)       | 4 150                | 20                   | 481.                 | 13.                  | 485.                 | ▲ 468                |
| 14.                  | Jeļena Ostapenková (LAT)          | 4 020                | 17                   | 23.                  | 7.                   | 30.                  | ▲ 9                  |
| 15.                  | Sü I-fan (CHN)                    | 3 975                | 21                   | 37                   | 15.                  | 58.                  | ▲ 22                 |
| 16.                  | Desirae Krawczyková (USA)         | 3 805                | 24                   | 17.                  | 10.                  | 21.                  | ▲ 1                  |
| 17.                  | Demi Schuursová (NED)             | 3 685                | 19                   | 11.                  | 10.                  | 21.                  | ▼ 6                  |
| 18.                  | Kristina Mladenovicová (FRA)      | 3 650                | 11                   | 24.                  | 12.                  | 232.                 | ▲ 6                  |
| 19.                  | Nicole Melichar-Martinezová (USA) | 3 645                | 19                   | 12.                  | 9.                   | 37.                  | ▼ 7                  |
| 20.                  | Ellen Perezová (AUS)              | 3 460                | 20                   | 42.                  | 15.                  | 50.                  | ▲ 22                 |

#### Světové jedničky
| Světová jednička         | datum nástupu       | datum odchodu     |
| ------------------------ | ------------------- | ----------------- |
| Kateřina Siniaková (CZE) | začátek sezóny 2022 | 5. června 2022    |
| Elise Mertensová (BEL)   | 6. června 2022      | 14. srpna 2022    |
| Coco Gauffová (USA)      | 15. srpna 2022      | 11. září 2022     |
| Kateřina Siniaková (CZE) | 12. září 2022       | konec sezóny 2022 |

#### Nová žebříčková maxima
Hráčky, které v sezóně 2022 zaznamenaly kariérní maximum v první padesátce deblového žebříčku WTA (ztučnění jmen u hráček, které v první světové desítce debutovaly a postavení při novém maximu v Top 10):
- Nina Stojanovićová (na 37. místo 17. ledna)
- Nadija Kičenoková (na 29. místo 31. ledna)
- Ioana Raluca Olaruová (na 30. místo 31. ledna)
- Iga Świąteková (na 29. místo 14. února)
- Bernarda Peraová (na 35. místo 21. února)
- Petra Martićová (na 49. místo 21. února)
- Shelby Rogersová (na 40. místo 28. února)
- Ena Šibaharaová (na 4. místo 21)
- Caty McNallyová (na 11. místo 4. dubna)
- Andreja Klepačová (na 11. místo 11. dubna)
- Magda Linetteová (na 26. místo 11. dubna)
- Marie Bouzková (na 24. místo 9. května)
- Caroline Dolehideová (na 21. místo 16. května)
- Natela Dzalamidzeová (na 43. místo 16. května)
- Veronika Kuděrmetovová (na 2. místo 6. června)
- Čang Šuaj (na 2. místo 11. července)
- Gabriela Dabrowská (na 4. místo 11. července)
- Desirae Krawczyková (na 10. místo 11. července)
- Erin Routliffeová  (na 29. místo 8. srpna)
- Coco Gauffová (na 1. místo 15. srpna)
- Jekatěrine Gorgodzeová (na 43. místo 15. srpna)
- Greet Minnenová (na 47. místo 15. srpna)
- Jeļena Ostapenková (na 7. místo 12. září)
- Ljudmyla Kičenoková (na 9. místo 12. září)
- Ulrikke Eikeriová (na 40. místo 12. září)
- Marta Kosťuková (na 39. místo 19. září)
- Giuliana Olmosová (na 7. místo 26. září)
- Taylor Townsendová (na 32. místo 26. září)
- Asia Muhammadová (na 28. místo 3. října)
- Ellen Perezová (na 15. místo 17. října)
- Laura Siegemundová (na 27. místo 17. října)
- Jessica Pegulaová (na 3. místo 24. října)
- Storm Sandersová (na 8. místo 24. října)
- Jang Čao-süan (na 11. místo 24. října)
- Anna Danilinová (na 12. místo 24. října)
- Beatriz Haddad Maiová (na 13. místo 24. října)
- Sara Sorribesová Tormová (na 39. místo 24. října)
- Anastasija Potapovová (na 41. místo 24. října)
- Anna Bondárová (na 47. místo 24. října)
- Kimberley Zimmermannová (na 44. místo 31. října)
- Tereza Mihalíková (na 49. místo 31. října)

## Výdělek tenistek
| Nejvyšší výdělky tenistek                                      | Nejvyšší výdělky tenistek | Nejvyšší výdělky tenistek | Nejvyšší výdělky tenistek | Nejvyšší výdělky tenistek | Nejvyšší výdělky tenistek |
| Poř.                                                           | tenistka                  | ve dvouhře                | ve čtyřhře                | v mixu                    | celkem v sezóně           |
| -------------------------------------------------------------- | ------------------------- | ------------------------- | ------------------------- | ------------------------- | ------------------------- |
| 1.                                                             | Iga Świąteková (POL)      | 9 875 525 $               | 0 $                       | 0 $                       | 9 875 525 $               |
| 2.                                                             | Ons Džabúrová (TUN)       | 4 976 594 $               | 20 475 $                  | 0 $                       | 4 977 069 $               |
| 3.                                                             | Caroline Garciaová (FRA)  | 3 353 354 $               | 375 963 $                 | 0 $                       | 3 729 317 $               |
| 4.                                                             | Jelena Rybakinová (KAZ)   | 3 570 968 $               | 42 472 $                  | 0 $                       | 3 613 440 $               |
| 5.                                                             | Jessica Pegulaová (USA)   | 3 165 252 $               | 434 293 $                 | 12 171 $                  | 3 611 716 $               |
| 6.                                                             | Coco Gauffová (USA)       | 2 541 338 $               | 490 618 $                 | 19 997 $                  | 3 051 953 $               |
| 7.                                                             | Maria Sakkariová (GRE)    | 2 464 204 $               | 17 215 $                  | 0 $                       | 2 481 419 $               |
| 8.                                                             | Aryna Sabalenková         | 2 431 495 $               | 29 825 $                  | 0 $                       | 2 461 320 $               |
| 9.                                                             | Ashleigh Bartyová (AUS)   | 2 271 220 $               | 18 100 $                  | 0 $                       | 2 289 320 $               |
| 10.                                                            | Simona Halepová (ROU)     | 2 240 117 $               | 13 080 $                  | 0 $                       | 2 253 197 $               |
| 11.                                                            | Barbora Krejčíková (CZE)  | 1 050 699 $               | 1 086 243 $               | 0 $                       | 2 136 942 $               |
| 12.                                                            | Danielle Collinsová (USA) | 1 962 776 $               | 131 774 $                 | 0 $                       | 2 094 550 $               |
| 13.                                                            | Veronika Kuděrmetovová    | 1 501 768 $               | 568 912 $                 | 0 $                       | 2 070 680 $               |
| 14.                                                            | Darja Kasatkinová         | 1 767 080 $               | 12 455 $                  | 0 $                       | 1 779 535 $               |
| 15.                                                            | Elise Mertensová (BEL)    | 1 079 812 $               | 683 495 $                 | 0 $                       | 1 763 307 $               |
| 16.                                                            | Madison Keysová (USA)     | 1 611 269 $               | 122 145 $                 | 7 100 $                   | 1 740 514 $               |
| 17.                                                            | Kateřina Siniaková (CZE)  | 608 340 $                 | 1 128 498 $               | 2 427 $                   | 1 739 265 $               |
| 18.                                                            | Paula Badosová (ESP)      | 1 661 921 $               | 33 775 $                  | 0 $                       | 1 695 696 $               |
| 19.                                                            | Jeļena Ostapenková (LAT)  | 1 141 379 $               | 446 715 $                 | 21 921 $                  | 1 610 015 $               |
| 20.                                                            | Čang Šuaj (CHN)           | 1 034 322 $               | 398 191 $                 | 45 920 $                  | 1 478 433 $               |
| částky v amerických dolarech; aktualizováno 14. listopadu 2022 |                           |                           |                           |                           |                           |

## Ukončení kariéry
Seznam uvádí tenistky (vítězky turnaje WTA, a/nebo ty, které byly klasifikovány alespoň jeden týden v Top 100 dvouhry a/nebo Top 100 čtyřhry žebříčku WTA), jež ohlásily ukončení profesionální kariéry, neodehrály za více než 52 uplynulých týdnů žádný turnaj, nebo jim byl v sezóně 2022 uložen trvalý zákaz hraní:
- Kristie Ahnová (* 15. června 1992 New York, Spojené státy americké), profesionálka od roku 2008, ve dvouhře žebříčku WTA nejvýše postavená na 87. místě v září 2019 a ve čtyřhře na 199. místě během dubna 2017. Na okruhu ITF vyhrála sedm singlových a dva deblové tituly. Na grandslamu se nejdále probojovala do osmifinále US Open 2019, kde přehrála  Světlanu Kuzněcovovou a Jeļenu Ostapenkovou, než podlehla Elise Mertensové. Kariéru ukončila v březnu 2022.[34]
- Lara Arruabarrenová (* 20. března 1992 San Sebastián, Španělsko), profesionálka od roku 2007, ve dvouhře žebříčku WTA nejvýše postavená na 52. místě v červenci 2017 a ve čtyřhře na 28. místě během února 2016. Na okruhu WTA Tour vyhrála dva singlové a osm deblových titulů. V grandslamové dvouhře nepřekročila druhá kola a ve čtyřhře postoupila do čtvrtfinále US Open 2015 a French Open 2018. Posledním turnajem se stala lednová kvalifikace Australian Open 2022. Ukončení kariéry oznámila během srpna téhož roku.[35][36]
- Ashleigh Bartyová (* 24. dubna 1996 Ipswich, Queensland, Austrálie), profesionálka od roku 2010, ve dvouhře žebříčku WTA nejvýše postavená na 1. místě v červnu 2019 a ve čtyřhře na 5. místě během května 2018. Na okruhu WTA Tour vyhrála patnáct singlových a dvanáct deblových titulů. Na grandslamu ovládla dvouhru French Open 2019, Wimbledonu 2021 a Australian Open 2022 a čtyřhru US Open 2018 s Coco Vandewegheovou. Z pěti deblových finále na grandslamu odešla poražena, poprvé na Australian Open 2013 a naposledy na US Open 2019.  V sezónách 2019–2022 byla světovou jedničkou ve dvouhře, jíž se stala jako druhá Australanka po Goolagongové z roku 1976. Ve dvou obdobích na čele figurovala 121 týdnů. Triumfovala také na Turnaji mistryň 2019. V rámci jednoho turnaje třikrát ovládla singlovou i deblovou soutěž a tzv. „double“ získala na Malaysian Open 2017, Porsche Tennis Grand Prix 2021 a Adelaide International 2022. V juniorské kategorii vystoupala po titulu ve Wimbledonu 2011 na druhou příčku juniorské kombinované klasifikace. Průlomovou sezónou se stal rok 2017, kdy ovládla Malaysian Open 2017 a posunula se na 17. příčku žebříčku. Austrálii dovedla do finále Fed Cupu 2019 a z odložené Letní olympiády 2020 v Tokiu si odvezla bronz ve smíšené soutěži po boku. Kariéru ukončila v březnu 2022 ve 25 letech jako druhá tenistka historie, která opustila profesionální tenis z pozice úřadující světové jedničky. Konečnou světovou jedničkou se stala v letech 2019, 2020 a 2021.[37][7]
- Catherine „CiCi“ Bellisová (* 8. dubna 1999 San Francisco, Spojené státy americké), profesionálka od roku 2016, ve dvouhře žebříčku WTA nejvýše postavená na 35. místě v srpnu 2017 a ve čtyřhře na 149. místě během července téhož roku. Na okruhu WTA 125 vyhrála Hawaii Tennis Open 2016 po finálovém vítězství nad Čang Šuaj. Na juniorce grandslamu odešla poražena z deblového finále French Open 2014, kde byla její spoluhráčkou Markéta Vondroušová. V roce 2014 se stala z pozice konečné světové jedničky juniorskou mistryní světa. Třikrát porazila členku první světové desítky, nejvýše postavenou pátou v pořadí Karolínu Plíškovou ve třetím kole Qatar Total Open 2018. V grandslamové dvouhře postoupila do třetích kol tří ze čtyř turnajů vyjma Wimbledonu, maximem se stalo čtvrtfinále čtyřhry ve Wimbledonu 2017. V roce 2017 ji WTA vyhlásila nováčkem roku. Od roku 2018 se potýkala se zraněními zápěstí a paže. Podstoupila čtyři operační výkony a do listopadu 2019 na okruhu absentovala 20 měsíců.[38] Poslední událost na okruhu WTA odehrála ve čtyřhře Australian Open 2020 opět s Vondroušovou. Singlovou kariéru uzavřela v listopadu téže sezóny na turnaji ITF v Charlestonu dotovaném 100 tisíci dolary, kde ve druhém kole podlehla Kawaové. Odchod z profesionálního tenisu oznámila v lednu 2022.[39]
- Kim Clijstersová (* 8. června 198 Bilzen, Belgie), profesionálka od roku 1997, ve dvouhře žebříčku WTA nejvýše postavená na 1. místě v srpnu 2003 a ve čtyřhře na 1. místě čtyři týdny během téhož měsíce. Jako šestá tenistka historie tak vévodila v létě 2003 singlové i deblové klasifikaci WTA současně. Na okruhu WTA Tour vyhrála čtyřicet jedna singlových a jedenáct deblových titulů. Na grandslamu vyhrála US Open 2005, 2009 a 2010, rovněž tak Australian Open 2011. Čtyřikrát odešla z utkání o titul poražena. V grandslamové čtyřhře si připsala s Japonkou Ai Sugijamovou dvě vítězství na French Open 2003 a ve Wimbledonu 2003. V letech 2002, 2003 a 2010 vyhrála všechna tři singlová finále na Turnaji mistryň. Z deblového souboje o titul na závěrečné akci roku 2003 odešla se spoluhráčkou Sugijamovou poražena. V květnu 2007 oznámila první ukončení kariéry se záměrem založit rodiny.[40] Na okruh se vrátila letní sezónou na severoamerických betonech 2009. Na počátku září 2012 podruhé odešla z profesionálního tenisu pro zranění, když vypadla ve druhém kole dvouhry US Open a následně z téže fáze smíšené čtyřhry. V sezóně 2020 se do ženského tenisu vrátila podruhé únorovým Dubai Tennis Championships, kde podlehla Muguruzaové.[41] Návrat však zbrzdilo přerušení okruhu kvůli pandemii covidu-19. Do definitivního ukončení profesionální dráhy v dubnu 2022, odehrála jen čtyři další utkání na divokou kartu, z nichž odešla poražena. Na závěrečném turnaji, říjnovém BNP Paribas Open 2021 v Indian Wells, podlehla Kateřině Siniakové.[42] V letech 2005 a 2010 ji Ženská tenisová asociace vyhlásila hráčkou roku a v roce 2005 se stala mistryní světa. V roce 2017 byla uvedena do Mezinárodní tenisové síně slávy.[43]
- Lucie Hradecká (* 21. května 1985 Praha, Československo), profesionálka od roku 2004, ve dvouhře žebříčku WTA nejvýše postavená na 41. místě v červnu 2011 a ve čtyřhře na 4. místě během října 2012. Na okruhu WTA Tour vyhrála dvacet šest deblových titulů. S Andreou Hlaváčkovou vyhrála čtyřhru French Open 2011 a US Open 2013. Již v roce 2012 se probojovaly do finále Wimbledonu, Letních olympijských her v Londýně, US Open a Turnaje mistryň. Na letní olympiádě 2016 v Riu de Janeiru pak prohrály zápas o bronz proti Strýcové se Šafářovou. S Radkem Štěpánkem vybojovala bronzovou medaili z riodejaneirské smíšené soutěže. Po boku krajana Františka Čermáka získala trofej z mixu French Open 2013. V letech 2011, 2012, 2014, 2015 a 2016 se stala členkou vítězného českého týmu ve Fed Cupu. S Pavláskem také reprezentovala Česko na Hopman Cupu 2017. Kariéru ukončila v listopadu 2022 čtyřhrou na Guadalajara Open Akron.[44][45]
- Jelena Jankovićová (* 28. února 1985 Bělehrad, Jugoslávie), profesionálka od roku 2000, ve dvouhře žebříčku WTA nejvýše postavená na 1. místě v srpnu 2008 a ve čtyřhře na 14. místě během června 2014. Na okruhu WTA Tour vyhrála patnáct singlových a dva deblové tituly. V letech 2008–2009 figurovala osmnáct týdnů na čele světového žebříčku dvouhry. První hráčkou se stala jako třetí jednička bez výhry na grandslamu. Na majorech prohrála finále US Open 2008 se Serenou Williamsovou. Po boku Brita Jamieho Murrayho vyhrála smíšenou čtyřhru Wimbledonu 2007. V letech 2008 a 2009 se probojovala do semifinále Turnaje mistryň. V juniorské kategorii ovládla Australian Open 2001 a stala se juniorskou světovou jedničkou. Na pekingské olympiádě 2008 se probojovala do čtvrtfinále. V pražském finále Fed Cupu 2012 se stala členkou poraženého týmu Srbska. Srbsko také reprezentovala na Hopman Cupu 2008, kde s Novakem Djokovićem skončili jako poražení finalisté. Od roku 2017 byla neaktivní a kariéru ukončila v sezóně 2022 v souvislosti se zraněními a nesouladem profesionální dráhy s mateřstvím.[46][47]
- Quirine Lemoineová (* 25. prosince 1991 Woerden, Nizozemsko), profesionálka od roku 2008, ve dvouhře žebříčku WTA nejvýše postavená na 137. místě v červenci 2007 a ve čtyřhře na 116. místě během srpna téhož roku. Na okruhu WTA Tour vyhrála čtyřhru Swedish Open 2017 s Arantxou Rusovou. Na grandslamu se do hlavní soutěže probojovala jen jednou, na French Open 2017. Kariéru zakončila v červenci 2022 semifinálovou účastí na 60tisícovém turnaji ITF Amstelveen Open.[48]
- Cornelia Listerová (* 26. května 1994 Oslo, Norsko), švédská profesionálka od roku 2010, ve dvouhře žebříčku WTA nejvýše postavená na 373. místě v květnu 2018 a ve čtyřhře na 72. místě během února 2020. Na okruhu WTA Tour vyhrála čtyřhru antukového Palermo Ladies Open 2019 s Renatou Voráčovou. Ve švédském týmu Billie Jean King Cupu nastoupila mezi lety 2016–2021 do dvanácti mezistátních zápasů, všech v euroafrické zóně. Poslední zápas odehrála ve čtyřhře červencového Nordea Open 2021 v sérii WTA 125.
- Christina McHaleová (* 11. května 1992 Teaneck, New Jersey, Spojené státy americké), profesionálka od roku 2010, ve dvouhře žebříčku WTA nejvýše postavená na 24. místě v srpnu 2012 a ve čtyřhře na 35. místě během ledna 2017. Na okruhu WTA Tour vyhrála singlový Japan Women's Open 2016 po finálovém vítězství nad Siniakovou a deblové soutěže Hobart International 2016 a Tianjin Open 2016. Na grandslamu si po boku Christiana Harrisona zahrála semifinále mixu US Open 2018. V grandslamové dvouhře došla na všech čtyřech turnajích do třetího kola. Kariéru ukončila v srpnové kvalifikaci US Open 2022.[49]
- Kurumi Naraová (* 30. prosince 1991 Ósaka, Japonsko), profesionálka od roku 2009, ve dvouhře žebříčku WTA nejvýše postavená na 32. místě v srpnu 2014 a ve čtyřhře na 109. místě během května 2016. Na okruhu WTA Tour vyhrála jediný singlový titul na Rio Open 2014, kde ve finále zdolala Kláru Zakopalovou. Na grandslamu si zahrála třetí kola Australian Open 2014 a US Open 2013 a 2017. Kariéru ukončila na zářijovém Toray Pan Pacific Open 2022, kde na divokou kartu postoupila z kvalifikace do hlavní soutěže.[36]
- Risa Ozakiová (* 10. dubna 1994 Kóbe, Japonsko), profesionálka od roku 2011, ve dvouhře žebříčku WTA nejvýše postavená na 70. místě v dubnu 2017 a ve čtyřhře na 246. místě během března téhož roku. Na okruhu WTA Tour prohrála jediné finále ve čtyřhře Citi Open 2016, v páru se Šúko Aojamovou. Na grandslamu postoupila z prvního kola jen jednou, když na US Open 2017 zdolala americkou kvalifikantku Daniellu Laovou. Od března 2020 byla neaktivní. Kariéru ukončila v závěru sezóny 2022.[50]
- Pcheng Šuaj (* 8. ledna 1986 Siang-tchan, Čína), profesionálka od roku 2001, ve dvouhře žebříčku WTA nejvýše postavená na 14. místě v srpnu 2011 a ve čtyřhře na 1. místě během února 2014. Stala se historicky prvním čínským tenistou na čele světové klasifikace bez rozdílu soutěže. Na vrcholu setrvala 20 týdnů.[51] V rámci okruhu WTA Tour vyhrála dvouhru Tianjin Open 2016 a dvacet jedna turnajů ve čtyřhře. Na grandslamu ovládla se Sieovou čtyřhru ve Wimbledonu 2013. Společně pak triumfovaly na istanbulském Turnaji mistryň 2013 a druhý vítězný major přidaly na French Open 2014. Z deblového finále Australian Open 2017 odešla poražena v páru s Andreou Hlaváčkovou. Celosvětovou mediální pozornost na sebe upoutala v listopadu 2021, kdy obvinila bývalého čínského vicepremiéra Čanga Kaa-lia z donucení k sexu.[52] V dalších dnech se ji média pokoušela neúspěšně kontaktovat[53] a obavy o její bezpečnost vyjádřily mužská i ženská tenisová asociace.[54][55] V prosinci 2021 pak Ženská tenisová asociace kvůli této kauze zrušila všechny turnaje pro sezónu 2022 na území Číny.[12][13] Ukončení kariéry Pcheng oznámila během února 2022 v rozhovoru pro francouzský deník L'Équipe.[56][57]
- Květa Peschkeová (* 9. července 1975 Bílovec, Československo), profesionálka od roku 1993, ve dvouhře žebříčku WTA nejvýše postavená na 26. místě v listopadu 2005 a ve čtyřhře na 1. místě během července 2011. Na okruhu WTA Tour vyhrála dvouhru na Makarska Open 1998 a třicet šest deblových turnajů. Na grandslamu se Slovinkou Katarinou Srebotnikovut ovládla čtyřhru ve Wimbledonu 2011 a společně se staly světovými jedničkami. Jako pár se probojovaly také do finále Turnaje mistryň 2010 i 2011. V mixu ovládla Australian Open 2011, třikrát Wimbledon a US Open 2003. Ve čtyřhře prohrála finále na French Open 2010. Singlovým maximem na majorech se stalo osmifinále Wimbledonu 2005. V roce 2011 byla členkou vítězného českého týmu ve Fed Cupu. profesionální kariéru ukončila na dubnovém Credit One Charleston Open 2022, ačkoli pliánovala ještě odehrát Wimbledon.[58][59]
- Andrea Petkovicová (* 9. září 1987 Tuzla, Jugoslávie), německá profesionálka od roku 2006, ve dvouhře žebříčku WTA nejvýše postavená na 9. místě v říjnu 2011 a ve čtyřhře na 46. místě během července 2014. Na okruhu WTA Tour vyhrála sedm singlových titulů včetně závěrečného Tournament of Champions 2014. K nim přidala deblovou trofej na Chicago Fall Tennis Classic 2021 s Květou Peschkeovou. Grandslamovým maximem se stalo semifinále dvouhry na French Open 2014 a čtyřhry ve Wimbledonu 2014. V pražském finále Fed Cupu 2014 se stala členkou poraženého týmu Německa. Kariéru ukončila na US Open 2022.[60][61]
- Mónica Puigová (* 27. září 1997 San Juan, Portoriko), profesionálka od roku 2010, ve dvouhře žebříčku WTA nejvýše postavená na 27. místě v září 2016 a ve čtyřhře na 210. místě během května 2015. Na okruhu WTA Tour vyhrála  jediný singlový titul na Internationaux de Strasbourg 2014. Na grandslamu nejdále postoupila do osmifinále Wimbledonu 2013. V roce 2016 se stala olympijskou vítězkou v ženské dvouhře Her XXXI. olympiády v Riu de Janeiru, jako první sportovec reprezentující Portoriko, který získal zlatou olympijskou medaili. Na cestě za titulem vyřadila členky první světové desítky Garbiñe Muguruzaovou a ve finále Angelique Kerberovou.[62][63] Následoval však pokles formy, s vypadnutím z první padesátky žebříčku v červnu 2017, do níž se ve zbytku kariéry vrátila již jen na jedenáct týdnů. V pozdní fázi kariéry ji limitovala zranění, zejména lokte a ramena. Během tří let podstoupila čtyři operační zákroky a v červnu 2022 oznámila ukončení profesionální dráhy.[64]
- Laura Robsonová (* 21. ledna 1994 Melbourne, Austrálie), levoruká britská profesionálka od roku 2008, ve dvouhře žebříčku WTA nejvýše postavená na 27. místě v červenci 2013 a ve čtyřhře na 82. místě během března 2014. V juniorském tenise vyhrála Wimbledon 2008. Na okruhu WTA Tour prohrála jedno singlové a obě deblová finále. Stala se tak první Britkou od Jo Durieové z roku 1990, která si zahrála finále dvouhry. Na Guangzhou International Women's Open 2012 v něm však nestačila na Sie Šu-wej. V grandslamové dvouhře se maximem stala osmifinále na US Open 2012 a ve Wimbledonu 2013, ve čtyřhře čtvrtfinále Australian Open 2010. V roce 2012 ji WTA vyhlásila nováčkem roku. V páru s Andym Murraym byli členy britského týmu na Hopman Cupu 2010, kde ve finále podlehli Španělsku. Z londýnské olympiády 2012 si oba odnesli stříbrnou medaili ve smíšené čtyřhře. Během kariéry ji doprovázela zranění, především levého zápěstí, které bylo operováno v dubnu 2014, s následnou opakovanou absencí na okruzích. Ukončení profesionální dráhy oznámila v květnu 2022.[65]
- Andrea Sestini Hlaváčková (* 10. srpna 1986 Plzeň, Československo), profesionálka od roku 2004, ve dvouhře žebříčku WTA nejvýše postavená na 58. místě v září 2012 po osmifinále US Open 2012 a ve čtyřhře na 3. místě během října 2012. Na okruhu WTA Tour prohrála jediné singlové finále na Gastein Ladies 2013 a vyhrála dvacet sedm deblových titulů. S Lucií Hradeckou vyhrála čtyřhru French Open 2011 a US Open 2013. Již v roce 2012 se probojovaly do finále Wimbledonu, Letních olympijských her v Londýně, US Open a Turnaje mistryň. Na letní olympiádě 2016 v Riu de Janeiru pak prohrály zápas o bronz proti Strýcové se Šafářovou. Po boku Bělorusa Maxe Mirného získala trofej z mixu US Open 2013. Z bojů o titul ve čtyřhrách Australian Open 2016 a 2017 odešla jako poražená finalistka. S Maďarkou Tímeou Babosovou vyhrála pět turnajů včetně Turnaje mistryň 2017. V letech 2012 a 2014 se stala členkou vítězného českého týmu ve Fed Cupu. Od listopadu 2018 byla neaktivní. S kariérou se rozloučila na červencovém Livesport Prague Open 2022, který odehrála s Hradeckou.[66]
- İpek Soyluová (* 15. dubna 1996 Adana, Turecko), profesionálka od roku 2012, ve dvouhře žebříčku WTA nejvýše postavená na 151. místě v říjnu 2016 a ve čtyřhře na 63. místě během dubnu 2017. Na okruhu WTA Tour vyhrála tři deblové tituly včetně závěrečného WTA Elite Trophy 2016. Kariéru ukončila v září 2022.[67]
- Katarina Srebotniková (* 12. března 1981 Slovenj Gradec, Jugoslávie), profesionálka od roku 1999, ve dvouhře žebříčku WTA nejvýše postavená na 20. místě v srpnu 2006 a ve čtyřhře na 1. místě během července 2011. Na okruhu WTA Tour vyhrála čtyři  singlové a třicet devět deblových titulů. Na grandslamu s Květou Peschkeovou ovládla čtyřhru ve Wimbledonu 2011 a společně se staly světovými jedničkami. Jako pár se probojovaly také do finále Turnaje mistryň 2010 i 2011. V mixu ovládla Australian Open 2011, třikrát Wimbledon a US Open 2003. V září 2021 byla zapsána do Guinnessovy knihy rekordů, když jako první tenistka historie dokázala zvítězit při turnajových debutech ve dvouhře, čtyřhře i mixu.[68][69]
- Stefanie Vögeleová (* 10. března 1990 Leuggern, Švýcarsko), profesionálka od roku 2006, ve dvouhře žebříčku WTA nejvýše postavená na 42. místě v listopadu 2013 a ve čtyřhře na 100. místě během ledna 2015. Na okruhu WTA Tour prohrála obě finále, deblové na Copa BBVA Colsanitas 2012 a singlové na Abierto Mexicano Telcel 2018. Kariéru ukončila v listopadu 2022.[70]

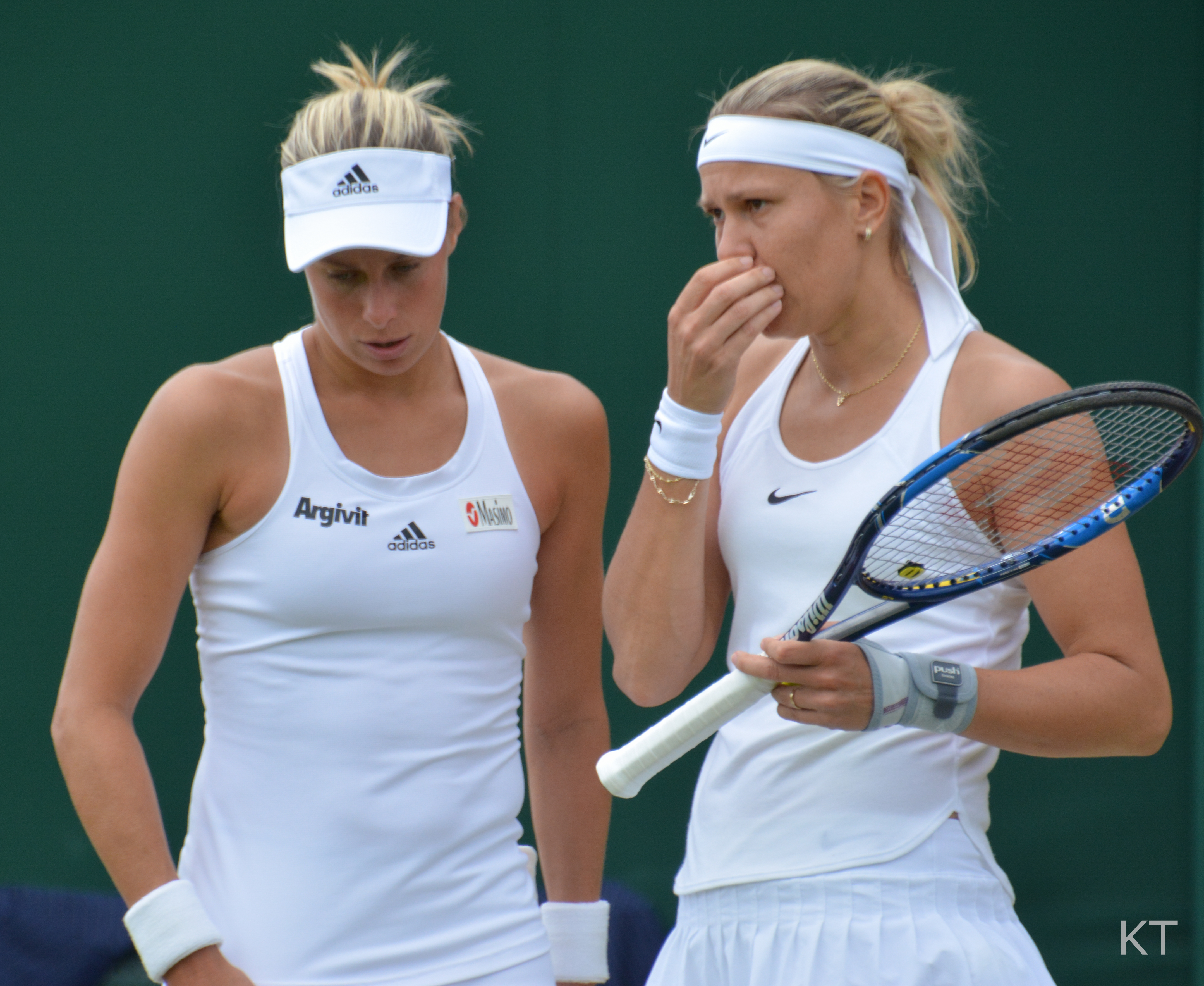
Obě dlouholeté spoluhráčky přezdívané „H+H“,  Andrea Sestini Hlaváčková a Lucie Hradecká, ukončily kariéru. Vítězky French Open 2011 a US Open 2013, rovněž tak stříbrné z londýnské olympiády 2012, odehrály poslední společnou čtyřhru na Prague Open 2022
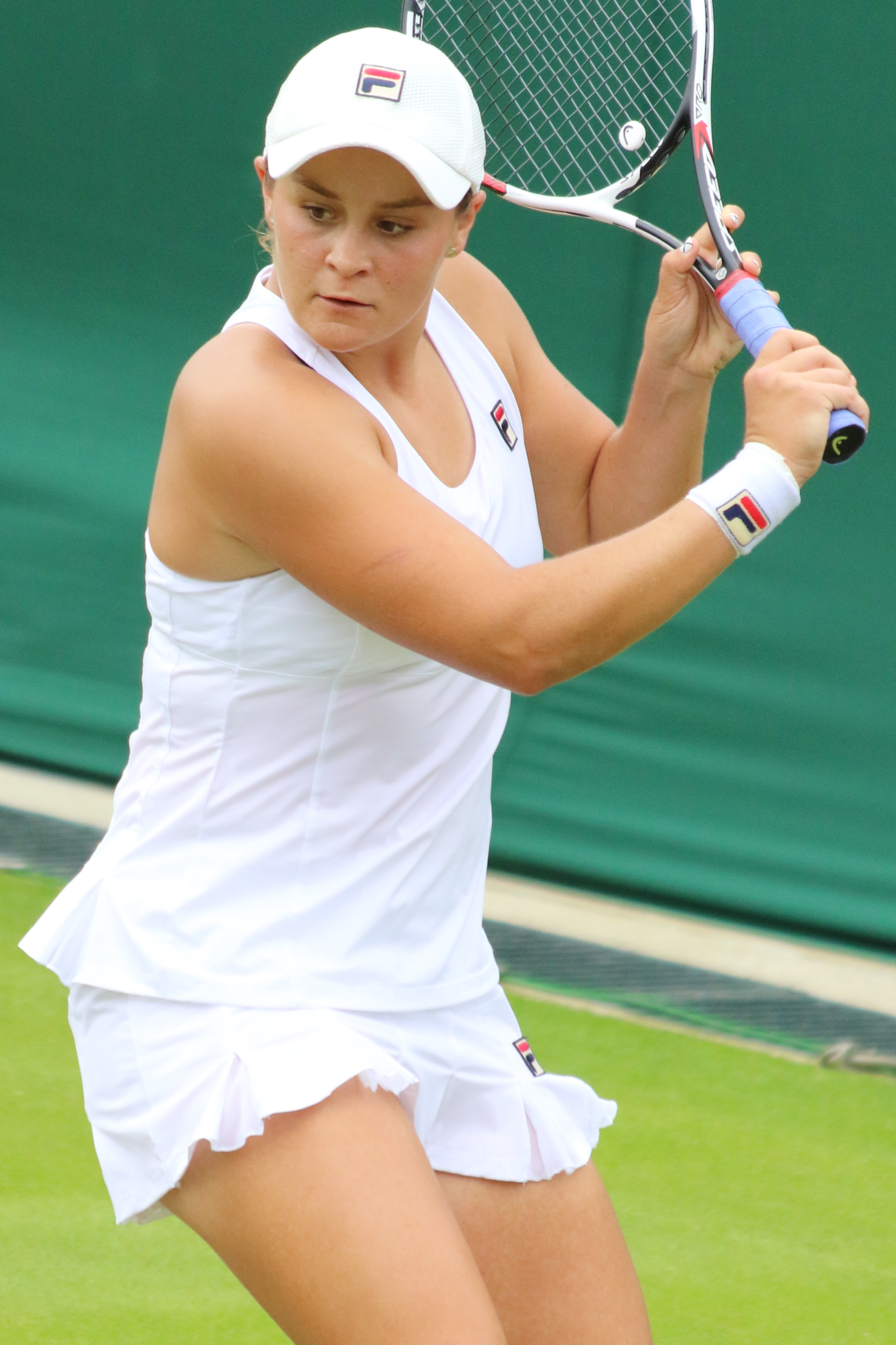
Ashleigh Bartyová se po Heninové stala druhou světovou jedničkou, která ukončila kariéru během kralování žebříčku
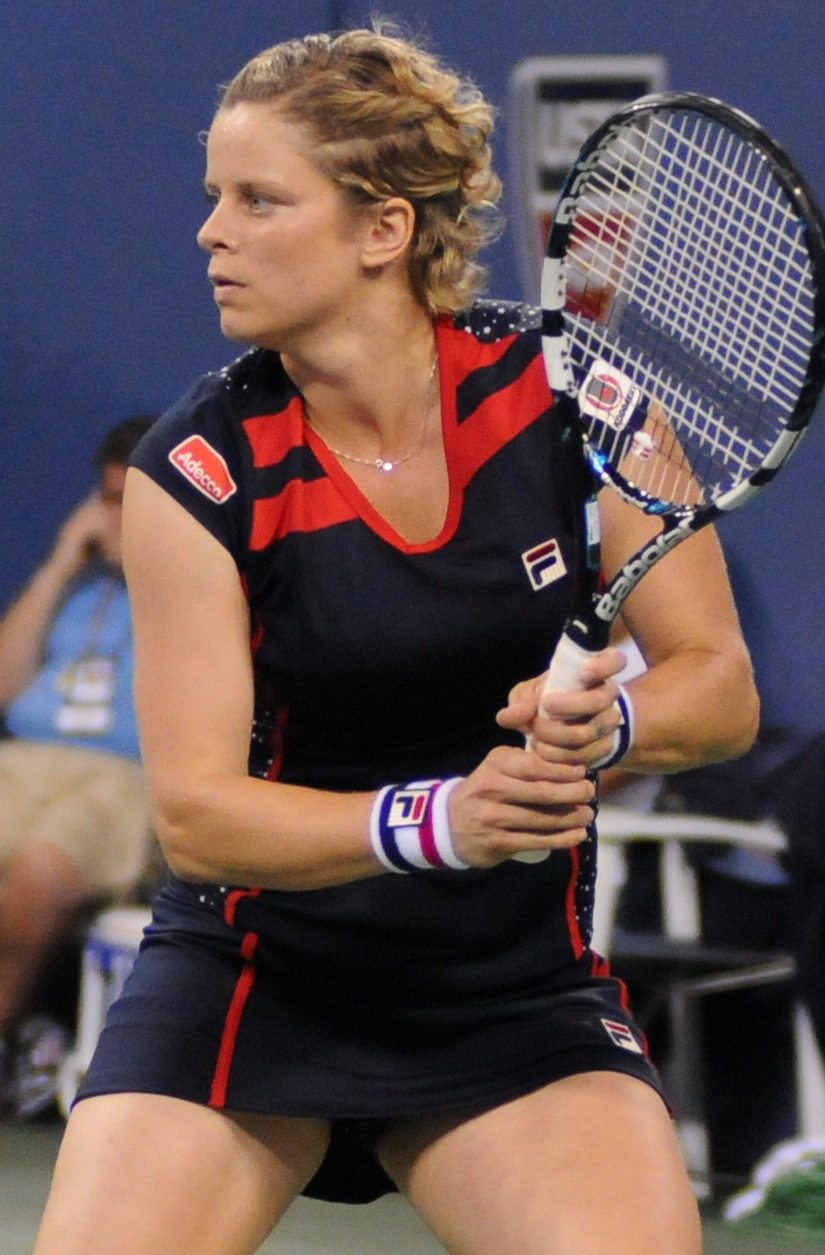
Třetí a definitivní odchod z profitenisu ohlásila Kim Clijstersová, která po návratu v roce 2020 prohrála všech pět dvouher
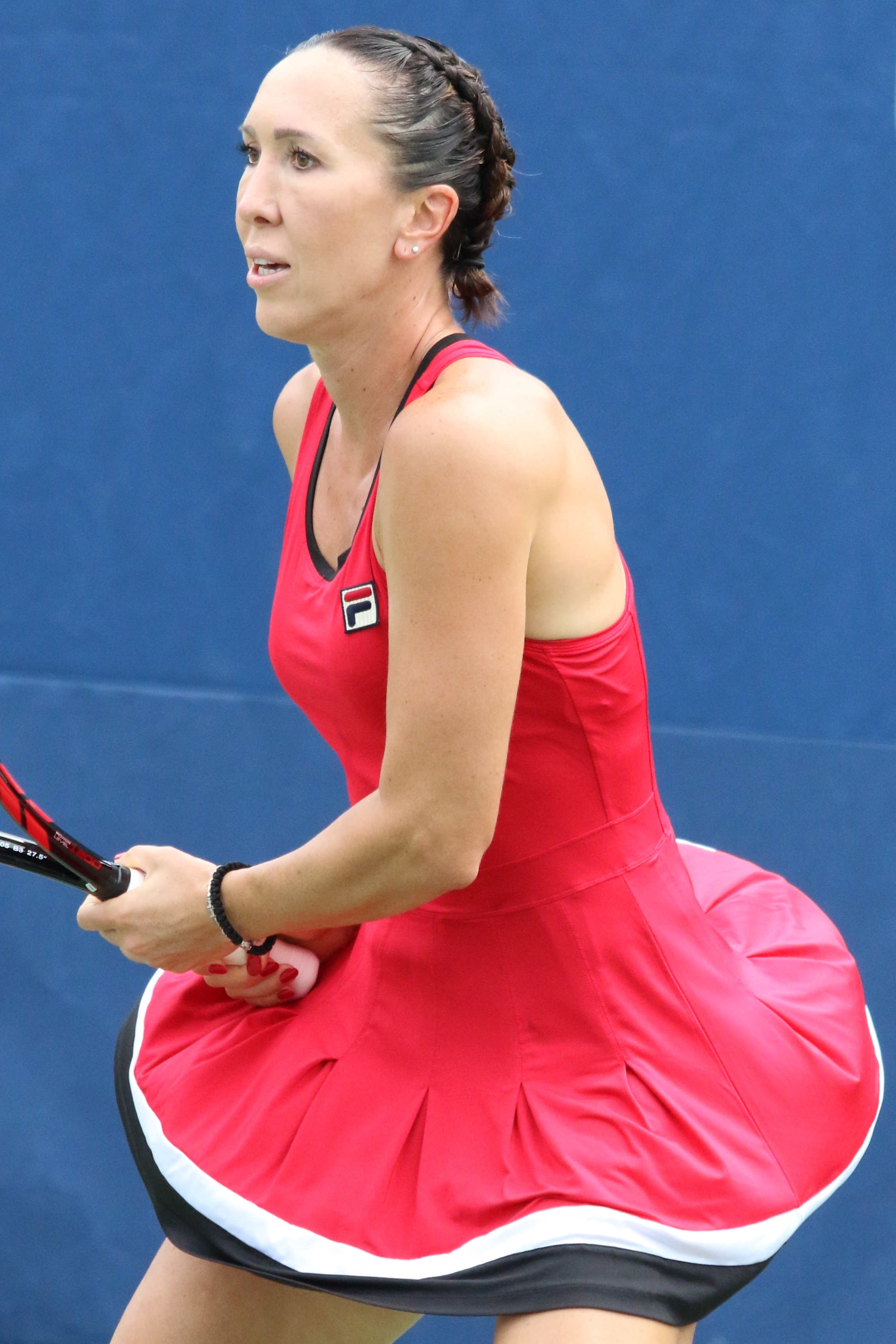
Jelena Jankovićová nehrála od roku 2017 a po narození dcery se již na okruh nevrátila
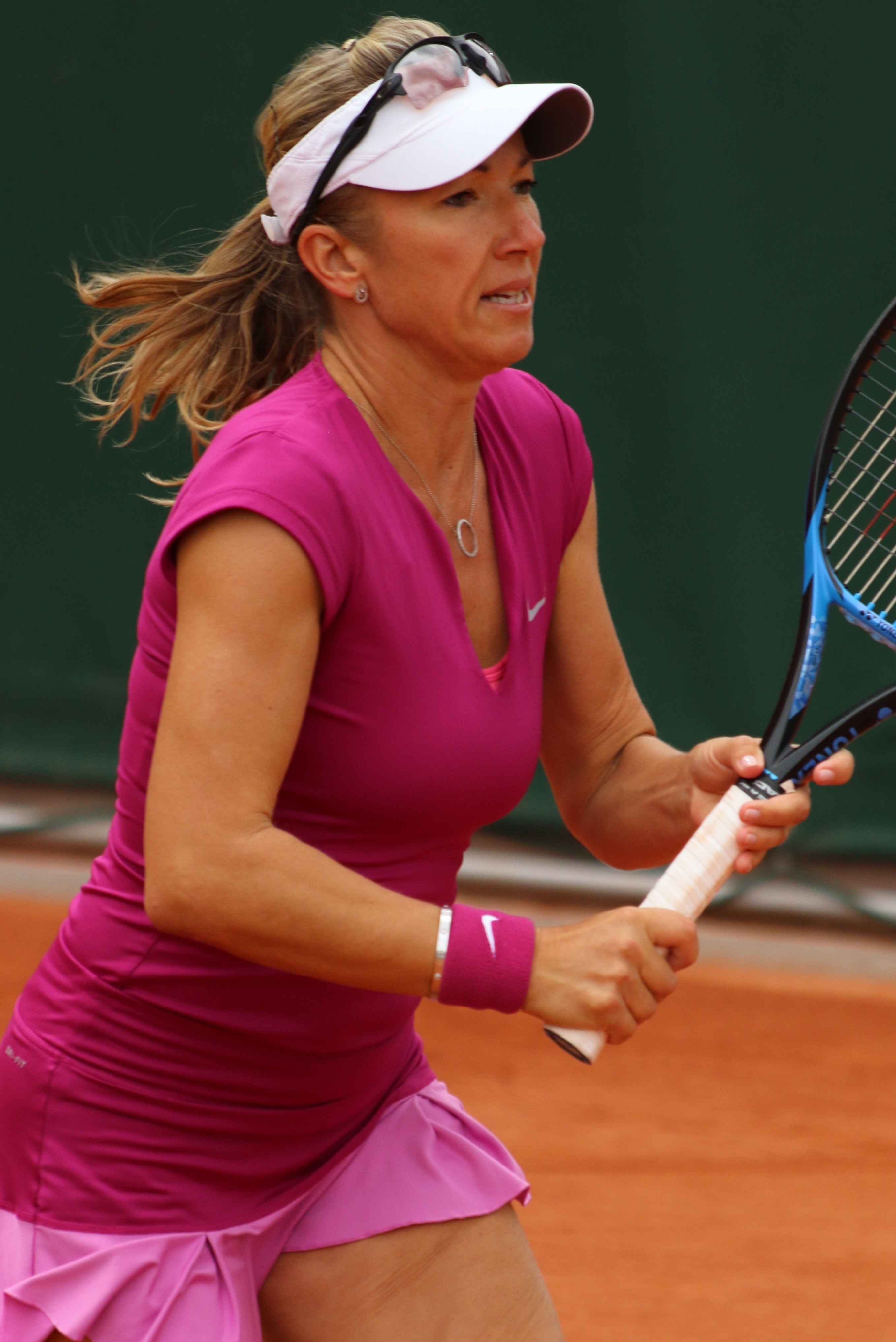
Květa Peschkeová se po titulu ve čtyřhře Wimbledonu 2011 stala deblovou světovou jedničkou

## Rozpis bodů
Tabulka přidělovaných bodů hráčkám na turnajích okruhu WTA Tour 2022.
| Grand Slam (D) | 2000 | 1300 | 780                                                            | 430                                                            | 240                                                            | 130                                                            | 70                                                             | 10                                                             | 40                                                             | 30                                                             | 20                                                             | 2                                                              |
| Grand Slam (Č) | 2000 | 1300 | 780                                                            | 430                                                            | 240                                                            | 130                                                            | 10                                                             | —                                                              | 40                                                             | —                                                              | —                                                              | –                                                              |
| WTA Finals (D) | +750 | +330 | (250 za každou výhru, 125 za každou prohru v základní skupině) | (250 za každou výhru, 125 za každou prohru v základní skupině) | (250 za každou výhru, 125 za každou prohru v základní skupině) | (250 za každou výhru, 125 za každou prohru v základní skupině) | (250 za každou výhru, 125 za každou prohru v základní skupině) | (250 za každou výhru, 125 za každou prohru v základní skupině) | (250 za každou výhru, 125 za každou prohru v základní skupině) | (250 za každou výhru, 125 za každou prohru v základní skupině) | (250 za každou výhru, 125 za každou prohru v základní skupině) | (250 za každou výhru, 125 za každou prohru v základní skupině) |
| WTA Finals (Č) | 1500 | 1080 | 750                                                            | 375                                                            | —                                                              | —                                                              | —                                                              | —                                                              | —                                                              | —                                                              | —                                                              | —                                                              |
| WTA 1000 (96D) | 1000 | 650  | 390                                                            | 215                                                            | 120                                                            | 65                                                             | 35                                                             | 10                                                             | 30                                                             | —                                                              | 20                                                             | 2                                                              |
| WTA 1000 (64/60D) | 1000 | 650  | 390                                                            | 215                                                            | 120                                                            | 65                                                             | 10                                                             | —                                                              | 30                                                             | —                                                              | 20                                                             | 2                                                              |
| WTA 1000 (28/32Č) | 1000 | 650  | 390                                                            | 215                                                            | 120                                                            | 10                                                             | —                                                              | —                                                              | —                                                              | —                                                              | —                                                              | –                                                              |
| WTA 1000 (56D, 64Q) | 900  | 585  | 350                                                            | 190                                                            | 105                                                            | 60                                                             | 10                                                             | —                                                              | 30                                                             | 22                                                             | 15                                                             | 1                                                              |
| WTA 1000 (56D, 48Q/32Q) | 900  | 585  | 350                                                            | 190                                                            | 105                                                            | 60                                                             | 10                                                             | —                                                              | 30                                                             | -                                                              | 20                                                             | 1                                                              |
| WTA 1000 (28Č) | 900  | 585  | 350                                                            | 190                                                            | 105                                                            | 10                                                             | —                                                              | —                                                              | —                                                              | —                                                              | —                                                              | –                                                              |
| WTA 500 (64/56D) | 470  | 305  | 185                                                            | 100                                                            | 55                                                             | 30                                                             | 1                                                              | —                                                              | 25                                                             | —                                                              | 13                                                             | 1                                                              |
| WTA 500 (32/30/28Č) | 470  | 305  | 185                                                            | 100                                                            | 55                                                             | 1                                                              | —                                                              | —                                                              | 25                                                             | 18                                                             | 13                                                             | 1                                                              |
| WTA 500 (28Č) | 470  | 305  | 185                                                            | 100                                                            | 55                                                             | 1                                                              | —                                                              | —                                                              | —                                                              | —                                                              | —                                                              | –                                                              |
| WTA 500 (16Č) | 470  | 305  | 185                                                            | 100                                                            | 1                                                              | —                                                              | —                                                              | —                                                              | —                                                              | —                                                              | —                                                              | –                                                              |
| WTA Elite Trophy (S) | +440 | +240 | (80 za každou výhru, 40 za každou prohru v základní skupině)   | (80 za každou výhru, 40 za každou prohru v základní skupině)   | (80 za každou výhru, 40 za každou prohru v základní skupině)   | (80 za každou výhru, 40 za každou prohru v základní skupině)   | (80 za každou výhru, 40 za každou prohru v základní skupině)   | (80 za každou výhru, 40 za každou prohru v základní skupině)   | (80 za každou výhru, 40 za každou prohru v základní skupině)   | (80 za každou výhru, 40 za každou prohru v základní skupině)   | (80 za každou výhru, 40 za každou prohru v základní skupině)   | (80 za každou výhru, 40 za každou prohru v základní skupině)   |
| WTA 250 (32Č, 32Q) | 280  | 180  | 110                                                            | 60                                                             | 30                                                             | 1                                                              | —                                                              | —                                                              | 18                                                             | 14                                                             | 10                                                             | 1                                                              |
| WTA 250 (32Č, 24/16Q) | 280  | 180  | 110                                                            | 60                                                             | 30                                                             | 1                                                              | —                                                              | —                                                              | 18                                                             | —                                                              | 12                                                             | 1                                                              |
| WTA 250 (28Č) | 280  | 180  | 110                                                            | 60                                                             | 30                                                             | 1                                                              | —                                                              | —                                                              | —                                                              | —                                                              | —                                                              | —                                                              |
| WTA 250 (16Č) | 280  | 180  | 110                                                            | 60                                                             | 1                                                              | —                                                              | —                                                              | —                                                              | —                                                              | —                                                              | —                                                              | —                                                              |
| QV – vítězka kvalifikace, Q1–3 – 1. až 3. kolo kvalifikace, (xD/Q/Č) – „x“ počet hráček v soutěži dvouhry/kvalifikace/čtyřhry |      |      |                                                                |                                                                |                                                                |                                                                |                                                                |                                                                |                                                                |                                                                |                                                                |                                                                |